# Lista de asteroides (449001-450000)
Esta é uma lista parcial de asteroides, do asteroide número 449001 até o 450000, inclusive. Veja também o índice com todas as listas disponíveis.

| Objeto Próximos à Terra | Cinturão de asteroides (interno) | Cinturão de asteroides (externo) | Centauro       |
| Cruzador de Marte       | Cinturão de asteroides (meio)    | Troianos de Júpiter              | Transnetuniano |

Veja mais dados de cada asteroide na ligação externa para o Minor Planet Center na última coluna.
Índice: 449001... 449101... 449201... 449301... 449401... 449501... 449601... 449701... 449801... 449901... 

## 449001–449100
| Designação | Designação | Descoberta  | Descoberta    | Descobridor(es)     | Categoria | Mais informações / Referência |
| Permanente | Provisória | Data        | Local         | Descobridor(es)     | Categoria | Mais informações / Referência |
| ---------- | ---------- | ----------- | ------------- | ------------------- | --------- | ----------------------------- |
| 449001     | 2012 BO54  | 17 jan 2007 | Kitt Peak     | Spacewatch          | —         | MPC                           |
| 449002     | 2012 BT54  | 11 mar 2007 | Mount Lemmon  | Mount Lemmon Survey | —         | MPC                           |
| 449003     | 2012 BX54  | 12 nov 2010 | Mount Lemmon  | Mount Lemmon Survey | —         | MPC                           |
| 449004     | 2012 BY59  | 8 fev 2007  | Kitt Peak     | Spacewatch          | Brangane  | MPC                           |
| 449005     | 2012 BX75  | 27 dez 2011 | Mount Lemmon  | Mount Lemmon Survey | —         | MPC                           |
| 449006     | 2012 BE78  | 11 out 2005 | Kitt Peak     | Spacewatch          | —         | MPC                           |
| 449007     | 2012 BX80  | 22 dez 2005 | Kitt Peak     | Spacewatch          | —         | MPC                           |
| 449008     | 2012 BG81  | 25 ago 1998 | Caussols      | ODAS                | —         | MPC                           |
| 449009     | 2012 BW89  | 3 set 2010  | Mount Lemmon  | Mount Lemmon Survey | Brangane  | MPC                           |
| 449010     | 2012 BD95  | 7 out 2004  | Kitt Peak     | Spacewatch          | —         | MPC                           |
| 449011     | 2012 BU95  | 27 set 2006 | Kitt Peak     | Spacewatch          | —         | MPC                           |
| 449012     | 2012 BV104 | 25 set 2009 | Mount Lemmon  | Mount Lemmon Survey | —         | MPC                           |
| 449013     | 2012 BG107 | 26 jan 2012 | Mount Lemmon  | Mount Lemmon Survey | Brangane  | MPC                           |
| 449014     | 2012 BJ109 | 29 abr 2003 | Kitt Peak     | Spacewatch          | —         | MPC                           |
| 449015     | 2012 BR110 | 27 dez 2011 | Mount Lemmon  | Mount Lemmon Survey | —         | MPC                           |
| 449016     | 2012 BF112 | 17 nov 1999 | Kitt Peak     | Spacewatch          | —         | MPC                           |
| 449017     | 2012 BR112 | 17 nov 2006 | Catalina      | CSS                 | —         | MPC                           |
| 449018     | 2012 BN127 | 24 dez 2011 | Mount Lemmon  | Mount Lemmon Survey | —         | MPC                           |
| 449019     | 2012 BB133 | 5 jan 2012  | Kitt Peak     | Spacewatch          | —         | MPC                           |
| 449020     | 2012 BC134 | 17 set 2010 | Mount Lemmon  | Mount Lemmon Survey | —         | MPC                           |
| 449021     | 2012 BJ136 | 25 fev 2007 | Kitt Peak     | Spacewatch          | —         | MPC                           |
| 449022     | 2012 BA138 | 21 jun 2009 | Kitt Peak     | Spacewatch          | —         | MPC                           |
| 449023     | 2012 BT138 | 17 jul 2010 | WISE          | WISE                | Ursula    | MPC                           |
| 449024     | 2012 BX139 | 18 jan 2012 | Kitt Peak     | Spacewatch          | —         | MPC                           |
| 449025     | 2012 BD140 | 30 nov 2005 | Kitt Peak     | Spacewatch          | —         | MPC                           |
| 449026     | 2012 BR144 | 18 jan 2012 | Kitt Peak     | Spacewatch          | —         | MPC                           |
| 449027     | 2012 BQ148 | 24 out 2005 | Kitt Peak     | Spacewatch          | —         | MPC                           |
| 449028     | 2012 BS151 | 9 fev 2008  | Catalina      | CSS                 | Phocaea   | MPC                           |
| 449029     | 2012 CX2   | 1 fev 2012  | Kitt Peak     | Spacewatch          | —         | MPC                           |
| 449030     | 2012 CF7   | 14 jan 2012 | Kitt Peak     | Spacewatch          | —         | MPC                           |
| 449031     | 2012 CB10  | 21 jan 2012 | Kitt Peak     | Spacewatch          | —         | MPC                           |
| 449032     | 2012 CF16  | 1 fev 2012  | Kitt Peak     | Spacewatch          | —         | MPC                           |
| 449033     | 2012 CU18  | 1 dez 2005  | Kitt Peak     | Spacewatch          | —         | MPC                           |
| 449034     | 2012 CO28  | 23 dez 2005 | Socorro       | LINEAR              | —         | MPC                           |
| 449035     | 2012 CT36  | 28 jan 2007 | Mount Lemmon  | Mount Lemmon Survey | Brangane  | MPC                           |
| 449036     | 2012 CX37  | 27 mar 2008 | Kitt Peak     | Spacewatch          | —         | MPC                           |
| 449037     | 2012 CX42  | 25 jan 2012 | Kitt Peak     | Spacewatch          | —         | MPC                           |
| 449038     | 2012 CB46  | 27 dez 2005 | Kitt Peak     | Spacewatch          | —         | MPC                           |
| 449039     | 2012 CF47  | 29 jan 2012 | Kitt Peak     | Spacewatch          | Brangane  | MPC                           |
| 449040     | 2012 CL50  | 19 jan 2012 | Kitt Peak     | Spacewatch          | —         | MPC                           |
| 449041     | 2012 CA57  | 11 dez 2002 | Socorro       | LINEAR              | —         | MPC                           |
| 449042     | 2012 DO5   | 25 fev 2007 | Mount Lemmon  | Mount Lemmon Survey | —         | MPC                           |
| 449043     | 2012 DE7   | 21 jan 2012 | Kitt Peak     | Spacewatch          | —         | MPC                           |
| 449044     | 2012 DL13  | 16 abr 2007 | Catalina      | CSS                 | —         | MPC                           |
| 449045     | 2012 DQ21  | 19 fev 2012 | Kitt Peak     | Spacewatch          | —         | MPC                           |
| 449046     | 2012 DZ23  | 21 fev 2012 | Kitt Peak     | Spacewatch          | —         | MPC                           |
| 449047     | 2012 DU27  | 13 out 2010 | Mount Lemmon  | Mount Lemmon Survey | —         | MPC                           |
| 449048     | 2012 DJ53  | 2 fev 2006  | Kitt Peak     | Spacewatch          | —         | MPC                           |
| 449049     | 2012 DX56  | 25 fev 2012 | Mount Lemmon  | Mount Lemmon Survey | —         | MPC                           |
| 449050     | 2012 DH58  | 30 jan 2006 | Kitt Peak     | Spacewatch          | —         | MPC                           |
| 449051     | 2012 DP67  | 24 fev 2012 | Kitt Peak     | Spacewatch          | —         | MPC                           |
| 449052     | 2012 DO69  | 7 mai 2008  | Kitt Peak     | Spacewatch          | —         | MPC                           |
| 449053     | 2012 DK78  | 7 out 2004  | Kitt Peak     | Spacewatch          | —         | MPC                           |
| 449054     | 2012 DL79  | 17 ago 2009 | Kitt Peak     | Spacewatch          | —         | MPC                           |
| 449055     | 2012 DR89  | 22 jan 2006 | Catalina      | CSS                 | —         | MPC                           |
| 449056     | 2012 DB93  | 23 jan 2006 | Kitt Peak     | Spacewatch          | —         | MPC                           |
| 449057     | 2012 DS94  | 31 out 2010 | Mount Lemmon  | Mount Lemmon Survey | —         | MPC                           |
| 449058     | 2012 EM2   | 17 fev 2007 | Kitt Peak     | Spacewatch          | Brangane  | MPC                           |
| 449059     | 2012 EZ4   | 23 set 2009 | Mount Lemmon  | Mount Lemmon Survey | —         | MPC                           |
| 449060     | 2012 EE16  | 25 set 2009 | Kitt Peak     | Spacewatch          | —         | MPC                           |
| 449061     | 2012 FN4   | 5 dez 2005  | Kitt Peak     | Spacewatch          | —         | MPC                           |
| 449062     | 2012 FO6   | 25 nov 2005 | Catalina      | CSS                 | —         | MPC                           |
| 449063     | 2012 FN8   | 18 ago 2009 | Kitt Peak     | Spacewatch          | —         | MPC                           |
| 449064     | 2012 FL16  | 12 out 2004 | Kitt Peak     | Spacewatch          | —         | MPC                           |
| 449065     | 2012 FH17  | 21 fev 2012 | Kitt Peak     | Spacewatch          | —         | MPC                           |
| 449066     | 2012 FD24  | 9 out 2004  | Kitt Peak     | Spacewatch          | —         | MPC                           |
| 449067     | 2012 FN31  | 25 jul 2010 | WISE          | WISE                | —         | MPC                           |
| 449068     | 2012 FG37  | 10 dez 2010 | Mount Lemmon  | Mount Lemmon Survey | —         | MPC                           |
| 449069     | 2012 FS43  | 31 jul 2009 | Kitt Peak     | Spacewatch          | —         | MPC                           |
| 449070     | 2012 FP46  | 21 jan 2006 | Mount Lemmon  | Mount Lemmon Survey | —         | MPC                           |
| 449071     | 2012 FO51  | 27 jan 2007 | Mount Lemmon  | Mount Lemmon Survey | —         | MPC                           |
| 449072     | 2012 FS56  | 16 mar 2007 | Mount Lemmon  | Mount Lemmon Survey | —         | MPC                           |
| 449073     | 2012 FL59  | 30 out 2010 | Kitt Peak     | Spacewatch          | —         | MPC                           |
| 449074     | 2012 FR62  | 29 mar 2012 | Mount Lemmon  | Mount Lemmon Survey | —         | MPC                           |
| 449075     | 2012 FX68  | 26 fev 2006 | Kitt Peak     | Spacewatch          | —         | MPC                           |
| 449076     | 2012 GN9   | 1 set 1998  | Kitt Peak     | Spacewatch          | —         | MPC                           |
| 449077     | 2012 HV7   | 10 nov 2004 | Kitt Peak     | Spacewatch          | —         | MPC                           |
| 449078     | 2012 HT40  | 27 mar 2012 | Mount Lemmon  | Mount Lemmon Survey | —         | MPC                           |
| 449079     | 2012 HG55  | 27 set 2009 | Kitt Peak     | Spacewatch          | —         | MPC                           |
| 449080     | 2012 HF75  | 11 nov 2004 | Kitt Peak     | Spacewatch          | —         | MPC                           |
| 449081     | 2012 JS25  | 11 dez 2010 | Mount Lemmon  | Mount Lemmon Survey | —         | MPC                           |
| 449082     | 2012 KX1   | 25 mar 2006 | Kitt Peak     | Spacewatch          | —         | MPC                           |
| 449083     | 2012 PY17  | 26 jan 2006 | Mount Lemmon  | Mount Lemmon Survey | —         | MPC                           |
| 449084     | 2012 QX14  | 21 set 1998 | Anderson Mesa | LONEOS              | —         | MPC                           |
| 449085     | 2012 QV29  | 25 fev 2011 | Mount Lemmon  | Mount Lemmon Survey | —         | MPC                           |
| 449086     | 2012 RY16  | 21 out 2009 | Mount Lemmon  | Mount Lemmon Survey | —         | MPC                           |
| 449087     | 2012 RU34  | 15 set 2012 | Kitt Peak     | Spacewatch          | Flora     | MPC                           |
| 449088     | 2012 SN    | 15 jun 2009 | Kitt Peak     | Spacewatch          | —         | MPC                           |
| 449089     | 2012 SC22  | 19 set 2012 | Mount Lemmon  | Mount Lemmon Survey | —         | MPC                           |
| 449090     | 2012 TX102 | 9 out 2012  | Mount Lemmon  | Mount Lemmon Survey | —         | MPC                           |
| 449091     | 2012 TK143 | 23 set 2012 | Mount Lemmon  | Mount Lemmon Survey | —         | MPC                           |
| 449092     | 2012 TT143 | 2 mar 2011  | Catalina      | CSS                 | —         | MPC                           |
| 449093     | 2012 TM193 | 31 out 1999 | Kitt Peak     | Spacewatch          | —         | MPC                           |
| 449094     | 2012 TY226 | 28 out 2005 | Kitt Peak     | Spacewatch          | —         | MPC                           |
| 449095     | 2012 TL247 | 15 dez 2006 | Kitt Peak     | Spacewatch          | —         | MPC                           |
| 449096     | 2012 UB28  | 29 mar 2011 | Kitt Peak     | Spacewatch          | —         | MPC                           |
| 449097     | 2012 UT68  | 22 out 2011 | Mount Lemmon  | Mount Lemmon Survey | —         | MPC                           |
| 449098     | 2012 UN89  | 21 out 1995 | Kitt Peak     | Spacewatch          | —         | MPC                           |
| 449099     | 2012 UU91  | 16 out 2012 | Mount Lemmon  | Mount Lemmon Survey | —         | MPC                           |
| 449100     | 2012 UH147 | 30 mar 2011 | Mount Lemmon  | Mount Lemmon Survey | —         | MPC                           |

## 449101–449200
| Designação | Designação | Descoberta  | Descoberta    | Descobridor(es)     | Categoria | Mais informações / Referência |
| Permanente | Provisória | Data        | Local         | Descobridor(es)     | Categoria | Mais informações / Referência |
| ---------- | ---------- | ----------- | ------------- | ------------------- | --------- | ----------------------------- |
| 449101     | 2012 UO162 | 16 out 1999 | Kitt Peak     | Spacewatch          | —         | MPC                           |
| 449102     | 2012 UQ167 | 20 dez 2005 | Socorro       | LINEAR              | —         | MPC                           |
| 449103     | 2012 VJ10  | 4 nov 2012  | Kitt Peak     | Spacewatch          | —         | MPC                           |
| 449104     | 2012 VH35  | 17 out 2012 | Mount Lemmon  | Mount Lemmon Survey | —         | MPC                           |
| 449105     | 2012 VQ35  | 20 out 2012 | Kitt Peak     | Spacewatch          | —         | MPC                           |
| 449106     | 2012 VR70  | 30 out 2005 | Kitt Peak     | Spacewatch          | —         | MPC                           |
| 449107     | 2012 VJ82  | 14 nov 2012 | Nogales       | Tenagra II Obs.     | —         | MPC                           |
| 449108     | 2012 WS1   | 10 jan 2007 | Kitt Peak     | Spacewatch          | —         | MPC                           |
| 449109     | 2012 WR13  | 10 fev 2007 | Mount Lemmon  | Mount Lemmon Survey | —         | MPC                           |
| 449110     | 2012 WP32  | 28 jan 2003 | Kitt Peak     | Spacewatch          | —         | MPC                           |
| 449111     | 2012 XJ45  | 26 set 2005 | Kitt Peak     | Spacewatch          | —         | MPC                           |
| 449112     | 2012 XN53  | 6 dez 2012  | Mount Lemmon  | Mount Lemmon Survey | —         | MPC                           |
| 449113     | 2012 XQ60  | 17 jan 2007 | Kitt Peak     | Spacewatch          | —         | MPC                           |
| 449114     | 2012 XO83  | 6 dez 2012  | Kitt Peak     | Spacewatch          | —         | MPC                           |
| 449115     | 2012 XY93  | 6 abr 2011  | Kitt Peak     | Spacewatch          | —         | MPC                           |
| 449116     | 2012 XF96  | 8 dez 2005  | Mount Lemmon  | Mount Lemmon Survey | —         | MPC                           |
| 449117     | 2012 XE118 | 8 dez 2012  | Kitt Peak     | Spacewatch          | —         | MPC                           |
| 449118     | 2012 XJ141 | 18 dez 2009 | Mount Lemmon  | Mount Lemmon Survey | —         | MPC                           |
| 449119     | 2012 YJ1   | 4 dez 2007  | Kitt Peak     | Spacewatch          | —         | MPC                           |
| 449120     | 2012 YP1   | 18 dez 2012 | Socorro       | LINEAR              | —         | MPC                           |
| 449121     | 2013 AZ4   | 14 fev 2005 | Kitt Peak     | Spacewatch          | —         | MPC                           |
| 449122     | 2013 AG6   | 20 mar 2010 | Siding Spring | SSS                 | —         | MPC                           |
| 449123     | 2013 AL8   | 1 nov 2008  | Mount Lemmon  | Mount Lemmon Survey | —         | MPC                           |
| 449124     | 2013 AE12  | 2 out 2008  | Mount Lemmon  | Mount Lemmon Survey | —         | MPC                           |
| 449125     | 2013 AZ13  | 29 set 2008 | Mount Lemmon  | Mount Lemmon Survey | —         | MPC                           |
| 449126     | 2013 AA14  | 22 nov 2005 | Kitt Peak     | Spacewatch          | —         | MPC                           |
| 449127     | 2013 AS15  | 25 set 2005 | Kitt Peak     | Spacewatch          | —         | MPC                           |
| 449128     | 2013 AK16  | 7 fev 2006  | Mount Lemmon  | Mount Lemmon Survey | —         | MPC                           |
| 449129     | 2013 AQ18  | 25 jan 2009 | Kitt Peak     | Spacewatch          | —         | MPC                           |
| 449130     | 2013 AL24  | 1 out 2008  | Mount Lemmon  | Mount Lemmon Survey | —         | MPC                           |
| 449131     | 2013 AV29  | 6 jan 2005  | Catalina      | CSS                 | —         | MPC                           |
| 449132     | 2013 AR31  | 10 dez 2005 | Kitt Peak     | Spacewatch          | —         | MPC                           |
| 449133     | 2013 AG36  | 14 abr 2010 | Mount Lemmon  | Mount Lemmon Survey | —         | MPC                           |
| 449134     | 2013 AD40  | 18 jan 2009 | Kitt Peak     | Spacewatch          | —         | MPC                           |
| 449135     | 2013 AS47  | 2 abr 2006  | Kitt Peak     | Spacewatch          | —         | MPC                           |
| 449136     | 2013 AQ53  | 24 out 2008 | Kitt Peak     | Spacewatch          | —         | MPC                           |
| 449137     | 2013 AP54  | 5 jan 1994  | Kitt Peak     | Spacewatch          | Mitidika  | MPC                           |
| 449138     | 2013 AV56  | 17 abr 2010 | WISE          | WISE                | Meliboea  | MPC                           |
| 449139     | 2013 AX56  | 24 fev 2006 | Kitt Peak     | Spacewatch          | —         | MPC                           |
| 449140     | 2013 AE57  | 9 abr 2010  | Kitt Peak     | Spacewatch          | —         | MPC                           |
| 449141     | 2013 AK58  | 18 mar 2005 | Catalina      | CSS                 | —         | MPC                           |
| 449142     | 2013 AC62  | 2 dez 2005  | Kitt Peak     | Spacewatch          | —         | MPC                           |
| 449143     | 2013 AH68  | 10 jan 2013 | Kitt Peak     | Spacewatch          | —         | MPC                           |
| 449144     | 2013 AG71  | 28 jan 2006 | Kitt Peak     | Spacewatch          | —         | MPC                           |
| 449145     | 2013 AZ77  | 10 nov 2004 | Kitt Peak     | Spacewatch          | —         | MPC                           |
| 449146     | 2013 AL80  | 20 abr 2006 | Kitt Peak     | Spacewatch          | —         | MPC                           |
| 449147     | 2013 AZ87  | 7 jan 2006  | Mount Lemmon  | Mount Lemmon Survey | —         | MPC                           |
| 449148     | 2013 AZ91  | 16 abr 2007 | Catalina      | CSS                 | —         | MPC                           |
| 449149     | 2013 AX93  | 9 jan 2013  | Kitt Peak     | Spacewatch          | —         | MPC                           |
| 449150     | 2013 AM94  | 24 dez 1998 | Kitt Peak     | Spacewatch          | —         | MPC                           |
| 449151     | 2013 AD95  | 12 jan 2002 | Kitt Peak     | Spacewatch          | —         | MPC                           |
| 449152     | 2013 AT95  | 13 set 2007 | Mount Lemmon  | Mount Lemmon Survey | —         | MPC                           |
| 449153     | 2013 AK98  | 25 set 2008 | Mount Lemmon  | Mount Lemmon Survey | —         | MPC                           |
| 449154     | 2013 AT116 | 4 jan 2013  | Kitt Peak     | Spacewatch          | —         | MPC                           |
| 449155     | 2013 AP120 | 15 out 2007 | Mount Lemmon  | Mount Lemmon Survey | —         | MPC                           |
| 449156     | 2013 AZ121 | 6 jan 2013  | Kitt Peak     | Spacewatch          | —         | MPC                           |
| 449157     | 2013 AP122 | 7 out 2008  | Mount Lemmon  | Mount Lemmon Survey | —         | MPC                           |
| 449158     | 2013 AH123 | 21 out 2001 | Kitt Peak     | Spacewatch          | —         | MPC                           |
| 449159     | 2013 AW123 | 26 dez 2005 | Mount Lemmon  | Mount Lemmon Survey | —         | MPC                           |
| 449160     | 2013 AH126 | 27 jan 2010 | WISE          | WISE                | —         | MPC                           |
| 449161     | 2013 AK130 | 8 fev 2002  | Socorro       | LINEAR              | —         | MPC                           |
| 449162     | 2013 AB131 | 23 jan 2006 | Kitt Peak     | Spacewatch          | —         | MPC                           |
| 449163     | 2013 AB132 | 14 set 2009 | Catalina      | CSS                 | —         | MPC                           |
| 449164     | 2013 AE156 | 14 out 2007 | Mount Lemmon  | Mount Lemmon Survey | —         | MPC                           |
| 449165     | 2013 AY156 | 20 out 2008 | Mount Lemmon  | Mount Lemmon Survey | —         | MPC                           |
| 449166     | 2013 AS174 | 14 nov 1998 | Kitt Peak     | Spacewatch          | —         | MPC                           |
| 449167     | 2013 BD8   | 23 set 2008 | Mount Lemmon  | Mount Lemmon Survey | —         | MPC                           |
| 449168     | 2013 BA23  | 28 mai 2011 | Mount Lemmon  | Mount Lemmon Survey | —         | MPC                           |
| 449169     | 2013 BA26  | 18 jan 2013 | Mount Lemmon  | Mount Lemmon Survey | —         | MPC                           |
| 449170     | 2013 BV29  | 31 jan 2009 | Kitt Peak     | Spacewatch          | —         | MPC                           |
| 449171     | 2013 BB35  | 6 nov 2008  | Kitt Peak     | Spacewatch          | —         | MPC                           |
| 449172     | 2013 BC41  | 4 fev 2000  | Kitt Peak     | Spacewatch          | Phocaea   | MPC                           |
| 449173     | 2013 BK56  | 28 dez 2005 | Kitt Peak     | Spacewatch          | —         | MPC                           |
| 449174     | 2013 BM61  | 26 mar 2006 | Kitt Peak     | Spacewatch          | —         | MPC                           |
| 449175     | 2013 BL63  | 19 mar 2009 | Mount Lemmon  | Mount Lemmon Survey | —         | MPC                           |
| 449176     | 2013 BU63  | 22 out 2008 | Kitt Peak     | Spacewatch          | —         | MPC                           |
| 449177     | 2013 BM65  | 30 jul 2008 | Mount Lemmon  | Mount Lemmon Survey | —         | MPC                           |
| 449178     | 2013 BG66  | 31 mai 2010 | WISE          | WISE                | —         | MPC                           |
| 449179     | 2013 BA68  | 1 nov 2007  | Mount Lemmon  | Mount Lemmon Survey | —         | MPC                           |
| 449180     | 2013 BH75  | 1 dez 2008  | Kitt Peak     | Spacewatch          | —         | MPC                           |
| 449181     | 2013 BA80  | 4 jan 2013  | Kitt Peak     | Spacewatch          | —         | MPC                           |
| 449182     | 2013 CV1   | 20 out 2008 | Kitt Peak     | Spacewatch          | —         | MPC                           |
| 449183     | 2013 CW1   | 2 fev 2006  | Kitt Peak     | Spacewatch          | —         | MPC                           |
| 449184     | 2013 CY8   | 25 abr 2007 | Kitt Peak     | Spacewatch          | —         | MPC                           |
| 449185     | 2013 CT11  | 19 jan 2013 | Kitt Peak     | Spacewatch          | —         | MPC                           |
| 449186     | 2013 CN12  | 18 jan 2013 | Kitt Peak     | Spacewatch          | —         | MPC                           |
| 449187     | 2013 CX12  | 4 mar 2005  | Mount Lemmon  | Mount Lemmon Survey | —         | MPC                           |
| 449188     | 2013 CW14  | 21 fev 2006 | Mount Lemmon  | Mount Lemmon Survey | —         | MPC                           |
| 449189     | 2013 CV18  | 24 nov 2008 | Mount Lemmon  | Mount Lemmon Survey | —         | MPC                           |
| 449190     | 2013 CM23  | 10 abr 2010 | WISE          | WISE                | —         | MPC                           |
| 449191     | 2013 CO23  | 1 dez 2008  | Kitt Peak     | Spacewatch          | —         | MPC                           |
| 449192     | 2013 CQ23  | 24 mar 2006 | Mount Lemmon  | Mount Lemmon Survey | —         | MPC                           |
| 449193     | 2013 CN24  | 1 mar 2008  | Kitt Peak     | Spacewatch          | —         | MPC                           |
| 449194     | 2013 CM27  | 1 dez 2005  | Mount Lemmon  | Mount Lemmon Survey | —         | MPC                           |
| 449195     | 2013 CY28  | 15 jan 2009 | Kitt Peak     | Spacewatch          | —         | MPC                           |
| 449196     | 2013 CN34  | 27 ago 2006 | Kitt Peak     | Spacewatch          | —         | MPC                           |
| 449197     | 2013 CV36  | 27 mar 2009 | Catalina      | CSS                 | —         | MPC                           |
| 449198     | 2013 CV44  | 16 set 2003 | Kitt Peak     | Spacewatch          | —         | MPC                           |
| 449199     | 2013 CE50  | 9 out 2004  | Kitt Peak     | Spacewatch          | —         | MPC                           |
| 449200     | 2013 CU51  | 31 dez 2008 | Kitt Peak     | Spacewatch          | —         | MPC                           |

## 449201–449300
| Designação | Designação | Descoberta  | Descoberta    | Descobridor(es)     | Categoria | Mais informações / Referência |
| Permanente | Provisória | Data        | Local         | Descobridor(es)     | Categoria | Mais informações / Referência |
| ---------- | ---------- | ----------- | ------------- | ------------------- | --------- | ----------------------------- |
| 449201     | 2013 CG53  | 4 dez 2008  | Socorro       | LINEAR              | —         | MPC                           |
| 449202     | 2013 CR55  | 7 mai 2010  | WISE          | WISE                | —         | MPC                           |
| 449203     | 2013 CX55  | 19 nov 2008 | Mount Lemmon  | Mount Lemmon Survey | —         | MPC                           |
| 449204     | 2013 CS56  | 25 set 2006 | Mount Lemmon  | Mount Lemmon Survey | —         | MPC                           |
| 449205     | 2013 CT57  | 11 nov 2007 | Mount Lemmon  | Mount Lemmon Survey | —         | MPC                           |
| 449206     | 2013 CQ58  | 26 set 2006 | Kitt Peak     | Spacewatch          | —         | MPC                           |
| 449207     | 2013 CZ64  | 22 dez 2008 | Kitt Peak     | Spacewatch          | —         | MPC                           |
| 449208     | 2013 CD69  | 12 abr 2004 | Kitt Peak     | Spacewatch          | —         | MPC                           |
| 449209     | 2013 CW69  | 3 mar 2006  | Kitt Peak     | Spacewatch          | —         | MPC                           |
| 449210     | 2013 CX70  | 19 fev 2009 | Catalina      | CSS                 | —         | MPC                           |
| 449211     | 2013 CB74  | 7 jan 2002  | Kitt Peak     | Spacewatch          | —         | MPC                           |
| 449212     | 2013 CT74  | 20 out 2007 | Mount Lemmon  | Mount Lemmon Survey | —         | MPC                           |
| 449213     | 2013 CB75  | 5 dez 2008  | Kitt Peak     | Spacewatch          | —         | MPC                           |
| 449214     | 2013 CM76  | 15 jun 2007 | Kitt Peak     | Spacewatch          | —         | MPC                           |
| 449215     | 2013 CO81  | 28 jun 1998 | Kitt Peak     | Spacewatch          | —         | MPC                           |
| 449216     | 2013 CB83  | 24 nov 2008 | Mount Lemmon  | Mount Lemmon Survey | —         | MPC                           |
| 449217     | 2013 CZ83  | 1 fev 2009  | Mount Lemmon  | Mount Lemmon Survey | —         | MPC                           |
| 449218     | 2013 CY86  | 14 nov 2007 | Kitt Peak     | Spacewatch          | —         | MPC                           |
| 449219     | 2013 CQ92  | 7 out 2004  | Kitt Peak     | Spacewatch          | —         | MPC                           |
| 449220     | 2013 CK97  | 8 jan 2013  | Mount Lemmon  | Mount Lemmon Survey | Mitidika  | MPC                           |
| 449221     | 2013 CS98  | 12 abr 2004 | Kitt Peak     | Spacewatch          | —         | MPC                           |
| 449222     | 2013 CO106 | 31 jan 2006 | Kitt Peak     | Spacewatch          | —         | MPC                           |
| 449223     | 2013 CN107 | 17 jan 2013 | Mount Lemmon  | Mount Lemmon Survey | —         | MPC                           |
| 449224     | 2013 CR107 | 10 ago 2010 | Kitt Peak     | Spacewatch          | —         | MPC                           |
| 449225     | 2013 CE109 | 20 jan 2013 | Kitt Peak     | Spacewatch          | —         | MPC                           |
| 449226     | 2013 CT109 | 3 mai 2006  | Mount Lemmon  | Mount Lemmon Survey | —         | MPC                           |
| 449227     | 2013 CF117 | 9 nov 2008  | Mount Lemmon  | Mount Lemmon Survey | —         | MPC                           |
| 449228     | 2013 CJ119 | 13 abr 2002 | Kitt Peak     | Spacewatch          | —         | MPC                           |
| 449229     | 2013 CX120 | 19 dez 2004 | Mount Lemmon  | Mount Lemmon Survey | —         | MPC                           |
| 449230     | 2013 CO130 | 11 nov 2004 | Kitt Peak     | Spacewatch          | —         | MPC                           |
| 449231     | 2013 CR130 | 15 out 2007 | Mount Lemmon  | Mount Lemmon Survey | —         | MPC                           |
| 449232     | 2013 CN134 | 31 jan 2004 | Catalina      | CSS                 | —         | MPC                           |
| 449233     | 2013 CJ136 | 7 jun 2010  | WISE          | WISE                | —         | MPC                           |
| 449234     | 2013 CS137 | 11 set 2007 | Mount Lemmon  | Mount Lemmon Survey | —         | MPC                           |
| 449235     | 2013 CR142 | 4 fev 2006  | Mount Lemmon  | Mount Lemmon Survey | —         | MPC                           |
| 449236     | 2013 CR160 | 19 set 2006 | Kitt Peak     | Spacewatch          | —         | MPC                           |
| 449237     | 2013 CP163 | 14 mar 2004 | Kitt Peak     | Spacewatch          | —         | MPC                           |
| 449238     | 2013 CR164 | 21 mai 2006 | Kitt Peak     | Spacewatch          | —         | MPC                           |
| 449239     | 2013 CW166 | 5 fev 2013  | Kitt Peak     | Spacewatch          | —         | MPC                           |
| 449240     | 2013 CL169 | 30 set 2006 | Mount Lemmon  | Mount Lemmon Survey | —         | MPC                           |
| 449241     | 2013 CB174 | 27 ago 2006 | Kitt Peak     | Spacewatch          | —         | MPC                           |
| 449242     | 2013 CR174 | 28 fev 2008 | Kitt Peak     | Spacewatch          | —         | MPC                           |
| 449243     | 2013 CS175 | 2 abr 2006  | Kitt Peak     | Spacewatch          | —         | MPC                           |
| 449244     | 2013 CS177 | 4 mai 2006  | Mount Lemmon  | Mount Lemmon Survey | —         | MPC                           |
| 449245     | 2013 CQ180 | 17 dez 2003 | Kitt Peak     | Spacewatch          | —         | MPC                           |
| 449246     | 2013 CR183 | 19 mar 2009 | Mount Lemmon  | Mount Lemmon Survey | —         | MPC                           |
| 449247     | 2013 CU183 | 10 mar 2005 | Mount Lemmon  | Mount Lemmon Survey | —         | MPC                           |
| 449248     | 2013 CT187 | 2 fev 2009  | Kitt Peak     | Spacewatch          | —         | MPC                           |
| 449249     | 2013 CO195 | 22 dez 2008 | Kitt Peak     | Spacewatch          | —         | MPC                           |
| 449250     | 2013 CH202 | 27 mai 2009 | Kitt Peak     | Spacewatch          | —         | MPC                           |
| 449251     | 2013 CV212 | 20 fev 2009 | Mount Lemmon  | Mount Lemmon Survey | —         | MPC                           |
| 449252     | 2013 DP3   | 9 out 2004  | Kitt Peak     | Spacewatch          | —         | MPC                           |
| 449253     | 2013 DP5   | 19 fev 2009 | Kitt Peak     | Spacewatch          | —         | MPC                           |
| 449254     | 2013 DE12  | 23 set 2006 | Kitt Peak     | Spacewatch          | Phocaea   | MPC                           |
| 449255     | 2013 DF12  | 10 out 1996 | Kitt Peak     | Spacewatch          | —         | MPC                           |
| 449256     | 2013 DL15  | 23 mai 2006 | Mount Lemmon  | Mount Lemmon Survey | —         | MPC                           |
| 449257     | 2013 DP15  | 11 abr 2005 | Kitt Peak     | Spacewatch          | —         | MPC                           |
| 449258     | 2013 DR16  | 17 dez 2003 | Socorro       | LINEAR              | Phocaea   | MPC                           |
| 449259     | 2013 EF    | 10 set 2008 | Siding Spring | SSS                 | —         | MPC                           |
| 449260     | 2013 EJ1   | 29 ago 2006 | Kitt Peak     | Spacewatch          | —         | MPC                           |
| 449261     | 2013 ED2   | 12 fev 2004 | Kitt Peak     | Spacewatch          | —         | MPC                           |
| 449262     | 2013 EO10  | 25 mar 2006 | Kitt Peak     | Spacewatch          | —         | MPC                           |
| 449263     | 2013 EC12  | 15 mar 2004 | Kitt Peak     | Spacewatch          | —         | MPC                           |
| 449264     | 2013 EZ13  | 19 fev 2009 | Kitt Peak     | Spacewatch          | —         | MPC                           |
| 449265     | 2013 EF15  | 31 mar 2009 | Kitt Peak     | Spacewatch          | —         | MPC                           |
| 449266     | 2013 ER17  | 15 dez 2004 | Kitt Peak     | Spacewatch          | —         | MPC                           |
| 449267     | 2013 ED18  | 31 out 2010 | Mount Lemmon  | Mount Lemmon Survey | —         | MPC                           |
| 449268     | 2013 EL24  | 9 out 2007  | Kitt Peak     | Spacewatch          | —         | MPC                           |
| 449269     | 2013 EV24  | 21 abr 2006 | Kitt Peak     | Spacewatch          | —         | MPC                           |
| 449270     | 2013 EC26  | 22 dez 2003 | Kitt Peak     | Spacewatch          | —         | MPC                           |
| 449271     | 2013 EP30  | 28 jun 2005 | Kitt Peak     | Spacewatch          | —         | MPC                           |
| 449272     | 2013 EL31  | 25 set 1998 | Anderson Mesa | LONEOS              | —         | MPC                           |
| 449273     | 2013 EA33  | 19 mar 2005 | Siding Spring | SSS                 | —         | MPC                           |
| 449274     | 2013 EM38  | 1 abr 2008  | Mount Lemmon  | Mount Lemmon Survey | —         | MPC                           |
| 449275     | 2013 EM45  | 20 dez 2004 | Mount Lemmon  | Mount Lemmon Survey | —         | MPC                           |
| 449276     | 2013 EJ46  | 12 set 2007 | Mount Lemmon  | Mount Lemmon Survey | —         | MPC                           |
| 449277     | 2013 ET46  | 8 fev 1995  | Kitt Peak     | Spacewatch          | —         | MPC                           |
| 449278     | 2013 EH48  | 14 fev 2009 | Mount Lemmon  | Mount Lemmon Survey | Mitidika  | MPC                           |
| 449279     | 2013 ED49  | 19 out 2006 | Kitt Peak     | Spacewatch          | —         | MPC                           |
| 449280     | 2013 EF59  | 17 mar 2004 | Kitt Peak     | Spacewatch          | —         | MPC                           |
| 449281     | 2013 EN62  | 2 nov 2007  | Kitt Peak     | Spacewatch          | —         | MPC                           |
| 449282     | 2013 EQ67  | 1 nov 2010  | Kitt Peak     | Spacewatch          | —         | MPC                           |
| 449283     | 2013 EO68  | 21 abr 2004 | Kitt Peak     | Spacewatch          | —         | MPC                           |
| 449284     | 2013 EH72  | 29 ago 2006 | Kitt Peak     | Spacewatch          | —         | MPC                           |
| 449285     | 2013 EM80  | 7 fev 2013  | Kitt Peak     | Spacewatch          | —         | MPC                           |
| 449286     | 2013 EW80  | 3 nov 2007  | Mount Lemmon  | Mount Lemmon Survey | —         | MPC                           |
| 449287     | 2013 EE83  | 19 mar 2009 | Kitt Peak     | Spacewatch          | —         | MPC                           |
| 449288     | 2013 EO85  | 24 abr 2008 | Kitt Peak     | Spacewatch          | —         | MPC                           |
| 449289     | 2013 ER85  | 30 mar 2008 | Kitt Peak     | Spacewatch          | —         | MPC                           |
| 449290     | 2013 EP86  | 29 dez 2003 | Catalina      | CSS                 | Phocaea   | MPC                           |
| 449291     | 2013 ER90  | 31 mar 2009 | Kitt Peak     | Spacewatch          | —         | MPC                           |
| 449292     | 2013 EU92  | 3 dez 2007  | Kitt Peak     | Spacewatch          | —         | MPC                           |
| 449293     | 2013 EC94  | 14 fev 2013 | Catalina      | CSS                 | —         | MPC                           |
| 449294     | 2013 EK94  | 2 mai 2003  | Kitt Peak     | Spacewatch          | —         | MPC                           |
| 449295     | 2013 EQ98  | 8 fev 2008  | Kitt Peak     | Spacewatch          | —         | MPC                           |
| 449296     | 2013 EU105 | 16 set 2006 | Catalina      | CSS                 | —         | MPC                           |
| 449297     | 2013 ET110 | 31 mar 2009 | Mount Lemmon  | Mount Lemmon Survey | —         | MPC                           |
| 449298     | 2013 EX111 | 13 mar 2013 | Kitt Peak     | Spacewatch          | —         | MPC                           |
| 449299     | 2013 EY111 | 10 jan 2008 | Kitt Peak     | Spacewatch          | —         | MPC                           |
| 449300     | 2013 EZ111 | 13 mar 2013 | Kitt Peak     | Spacewatch          | —         | MPC                           |

## 449301–449400
| Designação | Designação | Descoberta  | Descoberta    | Descobridor(es)     | Categoria | Mais informações / Referência |
| Permanente | Provisória | Data        | Local         | Descobridor(es)     | Categoria | Mais informações / Referência |
| ---------- | ---------- | ----------- | ------------- | ------------------- | --------- | ----------------------------- |
| 449301     | 2013 EC114 | 2 nov 2011  | Kitt Peak     | Spacewatch          | —         | MPC                           |
| 449302     | 2013 EF114 | 24 out 2005 | Kitt Peak     | Spacewatch          | —         | MPC                           |
| 449303     | 2013 EC115 | 5 abr 2000  | Socorro       | LINEAR              | —         | MPC                           |
| 449304     | 2013 EL120 | 12 jan 2002 | Kitt Peak     | Spacewatch          | —         | MPC                           |
| 449305     | 2013 EQ120 | 29 abr 2008 | Mount Lemmon  | Mount Lemmon Survey | —         | MPC                           |
| 449306     | 2013 EV123 | 13 mai 2004 | Kitt Peak     | Spacewatch          | —         | MPC                           |
| 449307     | 2013 EH127 | 28 abr 2009 | Catalina      | CSS                 | —         | MPC                           |
| 449308     | 2013 EL147 | 15 set 2006 | Kitt Peak     | Spacewatch          | —         | MPC                           |
| 449309     | 2013 FZ    | 25 mai 2003 | Anderson Mesa | LONEOS              | —         | MPC                           |
| 449310     | 2013 FJ2   | 14 nov 2007 | Mount Lemmon  | Mount Lemmon Survey | —         | MPC                           |
| 449311     | 2013 FK5   | 26 set 2011 | Kitt Peak     | Spacewatch          | —         | MPC                           |
| 449312     | 2013 FT5   | 11 jan 2008 | Kitt Peak     | Spacewatch          | —         | MPC                           |
| 449313     | 2013 FA6   | 20 abr 2009 | Kitt Peak     | Spacewatch          | —         | MPC                           |
| 449314     | 2013 FQ6   | 10 jan 2007 | Mount Lemmon  | Mount Lemmon Survey | Brangane  | MPC                           |
| 449315     | 2013 FY6   | 3 mar 2005  | Kitt Peak     | Spacewatch          | Juno      | MPC                           |
| 449316     | 2013 FB7   | 13 abr 2008 | Kitt Peak     | Spacewatch          | —         | MPC                           |
| 449317     | 2013 FD7   | 23 nov 2011 | Kitt Peak     | Spacewatch          | —         | MPC                           |
| 449318     | 2013 FP9   | 9 out 2010  | Mount Lemmon  | Mount Lemmon Survey | —         | MPC                           |
| 449319     | 2013 FV9   | 1 fev 2005  | Kitt Peak     | Spacewatch          | —         | MPC                           |
| 449320     | 2013 FP10  | 12 mar 2007 | Kitt Peak     | Spacewatch          | —         | MPC                           |
| 449321     | 2013 FW11  | 15 jan 2005 | Kitt Peak     | Spacewatch          | —         | MPC                           |
| 449322     | 2013 FD12  | 16 set 2006 | Kitt Peak     | Spacewatch          | —         | MPC                           |
| 449323     | 2013 FJ12  | 4 out 2005  | Catalina      | CSS                 | Brangane  | MPC                           |
| 449324     | 2013 FL14  | 18 abr 2009 | Kitt Peak     | Spacewatch          | —         | MPC                           |
| 449325     | 2013 FS14  | 10 out 2010 | Mount Lemmon  | Mount Lemmon Survey | —         | MPC                           |
| 449326     | 2013 FF15  | 20 jan 2009 | Mount Lemmon  | Mount Lemmon Survey | —         | MPC                           |
| 449327     | 2013 FJ16  | 23 fev 2007 | Catalina      | CSS                 | —         | MPC                           |
| 449328     | 2013 FF21  | 10 mar 2008 | Kitt Peak     | Spacewatch          | —         | MPC                           |
| 449329     | 2013 FG21  | 18 abr 2009 | Kitt Peak     | Spacewatch          | —         | MPC                           |
| 449330     | 2013 FQ21  | 30 mar 2008 | Kitt Peak     | Spacewatch          | —         | MPC                           |
| 449331     | 2013 FE22  | 30 mar 2008 | Kitt Peak     | Spacewatch          | —         | MPC                           |
| 449332     | 2013 FJ23  | 9 mar 2005  | Mount Lemmon  | Mount Lemmon Survey | —         | MPC                           |
| 449333     | 2013 FU24  | 12 mar 2013 | Kitt Peak     | Spacewatch          | —         | MPC                           |
| 449334     | 2013 FW24  | 25 fev 2007 | Mount Lemmon  | Mount Lemmon Survey | Ursula    | MPC                           |
| 449335     | 2013 FX25  | 5 mar 2008  | Mount Lemmon  | Mount Lemmon Survey | —         | MPC                           |
| 449336     | 2013 FG26  | 6 mai 2005  | Kitt Peak     | Spacewatch          | —         | MPC                           |
| 449337     | 2013 GC1   | 8 ago 2010  | WISE          | WISE                | —         | MPC                           |
| 449338     | 2013 GZ3   | 26 fev 2008 | Mount Lemmon  | Mount Lemmon Survey | —         | MPC                           |
| 449339     | 2013 GP5   | 30 set 2010 | Mount Lemmon  | Mount Lemmon Survey | —         | MPC                           |
| 449340     | 2013 GP6   | 6 abr 2008  | Kitt Peak     | Spacewatch          | —         | MPC                           |
| 449341     | 2013 GU6   | 27 jul 2010 | WISE          | WISE                | —         | MPC                           |
| 449342     | 2013 GM10  | 31 jan 2008 | Mount Lemmon  | Mount Lemmon Survey | —         | MPC                           |
| 449343     | 2013 GR12  | 6 mai 2005  | Kitt Peak     | Spacewatch          | —         | MPC                           |
| 449344     | 2013 GJ15  | 30 jan 2009 | Mount Lemmon  | Mount Lemmon Survey | —         | MPC                           |
| 449345     | 2013 GZ16  | 11 mar 2013 | Mount Lemmon  | Mount Lemmon Survey | —         | MPC                           |
| 449346     | 2013 GT18  | 26 set 2006 | Catalina      | CSS                 | —         | MPC                           |
| 449347     | 2013 GW18  | 5 mai 2008  | Kitt Peak     | Spacewatch          | —         | MPC                           |
| 449348     | 2013 GM20  | 11 abr 2008 | Kitt Peak     | Spacewatch          | Brangane  | MPC                           |
| 449349     | 2013 GE21  | 1 jun 2008  | Mount Lemmon  | Mount Lemmon Survey | —         | MPC                           |
| 449350     | 2013 GX26  | 11 mar 2008 | Mount Lemmon  | Mount Lemmon Survey | —         | MPC                           |
| 449351     | 2013 GW34  | 26 set 2011 | Kitt Peak     | Spacewatch          | —         | MPC                           |
| 449352     | 2013 GT40  | 21 mar 2004 | Kitt Peak     | Spacewatch          | Phocaea   | MPC                           |
| 449353     | 2013 GW41  | 26 mar 2009 | Kitt Peak     | Spacewatch          | —         | MPC                           |
| 449354     | 2013 GH42  | 16 fev 2013 | Mount Lemmon  | Mount Lemmon Survey | —         | MPC                           |
| 449355     | 2013 GX45  | 13 mar 2013 | Kitt Peak     | Spacewatch          | —         | MPC                           |
| 449356     | 2013 GL52  | 10 abr 2013 | Mount Lemmon  | Mount Lemmon Survey | Brangane  | MPC                           |
| 449357     | 2013 GY52  | 28 mai 2008 | Mount Lemmon  | Mount Lemmon Survey | —         | MPC                           |
| 449358     | 2013 GW55  | 27 nov 2006 | Kitt Peak     | Spacewatch          | —         | MPC                           |
| 449359     | 2013 GH56  | 7 fev 2008  | Kitt Peak     | Spacewatch          | —         | MPC                           |
| 449360     | 2013 GL57  | 19 dez 2003 | Kitt Peak     | Spacewatch          | —         | MPC                           |
| 449361     | 2013 GK58  | 28 ago 2006 | Kitt Peak     | Spacewatch          | —         | MPC                           |
| 449362     | 2013 GX72  | 18 nov 2006 | Kitt Peak     | Spacewatch          | —         | MPC                           |
| 449363     | 2013 GL74  | 16 mai 2009 | Kitt Peak     | Spacewatch          | —         | MPC                           |
| 449364     | 2013 GW74  | 19 ago 2001 | Socorro       | LINEAR              | —         | MPC                           |
| 449365     | 2013 GG76  | 13 abr 2008 | Mount Lemmon  | Mount Lemmon Survey | —         | MPC                           |
| 449366     | 2013 GG77  | 28 dez 2003 | Socorro       | LINEAR              | —         | MPC                           |
| 449367     | 2013 GU85  | 10 fev 2008 | Kitt Peak     | Spacewatch          | —         | MPC                           |
| 449368     | 2013 GF86  | 19 mar 2007 | Anderson Mesa | LONEOS              | —         | MPC                           |
| 449369     | 2013 GY87  | 13 mai 2004 | Kitt Peak     | Spacewatch          | —         | MPC                           |
| 449370     | 2013 GM90  | 27 ago 2009 | Kitt Peak     | Spacewatch          | —         | MPC                           |
| 449371     | 2013 GR90  | 17 fev 2001 | Kitt Peak     | Spacewatch          | —         | MPC                           |
| 449372     | 2013 GA93  | 28 out 2010 | Mount Lemmon  | Mount Lemmon Survey | —         | MPC                           |
| 449373     | 2013 GN93  | 10 abr 2005 | Mount Lemmon  | Mount Lemmon Survey | —         | MPC                           |
| 449374     | 2013 GQ93  | 15 mar 2013 | Kitt Peak     | Spacewatch          | —         | MPC                           |
| 449375     | 2013 GG94  | 27 out 2005 | Kitt Peak     | Spacewatch          | —         | MPC                           |
| 449376     | 2013 GV95  | 13 mar 2007 | Mount Lemmon  | Mount Lemmon Survey | —         | MPC                           |
| 449377     | 2013 GM96  | 27 ago 2009 | Kitt Peak     | Spacewatch          | —         | MPC                           |
| 449378     | 2013 GP97  | 8 abr 2013  | Mount Lemmon  | Mount Lemmon Survey | —         | MPC                           |
| 449379     | 2013 GK98  | 16 mar 2013 | Kitt Peak     | Spacewatch          | —         | MPC                           |
| 449380     | 2013 GU98  | 7 out 2004  | Kitt Peak     | Spacewatch          | —         | MPC                           |
| 449381     | 2013 GD101 | 5 out 2004  | Kitt Peak     | Spacewatch          | —         | MPC                           |
| 449382     | 2013 GP102 | 10 fev 2008 | Kitt Peak     | Spacewatch          | —         | MPC                           |
| 449383     | 2013 GA103 | 18 jan 2008 | Mount Lemmon  | Mount Lemmon Survey | —         | MPC                           |
| 449384     | 2013 GJ105 | 10 out 2005 | Kitt Peak     | Spacewatch          | Brangane  | MPC                           |
| 449385     | 2013 GQ105 | 28 fev 2008 | Kitt Peak     | Spacewatch          | —         | MPC                           |
| 449386     | 2013 GE106 | 21 set 2001 | Kitt Peak     | Spacewatch          | Themis    | MPC                           |
| 449387     | 2013 GG106 | 26 mar 2009 | Kitt Peak     | Spacewatch          | —         | MPC                           |
| 449388     | 2013 GT106 | 6 out 2004  | Kitt Peak     | Spacewatch          | —         | MPC                           |
| 449389     | 2013 GL107 | 29 out 1999 | Kitt Peak     | Spacewatch          | —         | MPC                           |
| 449390     | 2013 GV108 | 5 out 2004  | Kitt Peak     | Spacewatch          | Brangane  | MPC                           |
| 449391     | 2013 GW109 | 12 mar 2005 | Mount Lemmon  | Mount Lemmon Survey | —         | MPC                           |
| 449392     | 2013 GO110 | 5 nov 1999  | Kitt Peak     | Spacewatch          | —         | MPC                           |
| 449393     | 2013 GF112 | 12 mar 2007 | Catalina      | CSS                 | —         | MPC                           |
| 449394     | 2013 GZ114 | 16 nov 2011 | Kitt Peak     | Spacewatch          | Phocaea   | MPC                           |
| 449395     | 2013 GT116 | 7 fev 2002  | Kitt Peak     | Spacewatch          | —         | MPC                           |
| 449396     | 2013 GP123 | 19 set 2006 | Kitt Peak     | Spacewatch          | —         | MPC                           |
| 449397     | 2013 GB124 | 12 jul 2010 | WISE          | WISE                | —         | MPC                           |
| 449398     | 2013 GH125 | 18 nov 2011 | Mount Lemmon  | Mount Lemmon Survey | —         | MPC                           |
| 449399     | 2013 GS127 | 6 jan 2006  | Kitt Peak     | Spacewatch          | —         | MPC                           |
| 449400     | 2013 GL131 | 11 nov 2010 | Mount Lemmon  | Mount Lemmon Survey | —         | MPC                           |

## 449401–449500
| Designação | Designação | Descoberta  | Descoberta    | Descobridor(es)     | Categoria | Mais informações / Referência |
| Permanente | Provisória | Data        | Local         | Descobridor(es)     | Categoria | Mais informações / Referência |
| ---------- | ---------- | ----------- | ------------- | ------------------- | --------- | ----------------------------- |
| 449401     | 2013 GW132 | 5 ago 2010  | WISE          | WISE                | —         | MPC                           |
| 449402     | 2013 GH134 | 25 set 2006 | Kitt Peak     | Spacewatch          | —         | MPC                           |
| 449403     | 2013 GF135 | 6 nov 2010  | Mount Lemmon  | Mount Lemmon Survey | Brangane  | MPC                           |
| 449404     | 2013 HL1   | 30 set 2011 | Mount Lemmon  | Mount Lemmon Survey | Phocaea   | MPC                           |
| 449405     | 2013 HL3   | 10 set 2004 | Kitt Peak     | Spacewatch          | Brangane  | MPC                           |
| 449406     | 2013 HP8   | 28 mai 2000 | Socorro       | LINEAR              | —         | MPC                           |
| 449407     | 2013 HQ8   | 17 abr 2009 | Mount Lemmon  | Mount Lemmon Survey | Phocaea   | MPC                           |
| 449408     | 2013 HS8   | 3 jan 2012  | Mount Lemmon  | Mount Lemmon Survey | —         | MPC                           |
| 449409     | 2013 HP16  | 10 set 2007 | Mount Lemmon  | Mount Lemmon Survey | —         | MPC                           |
| 449410     | 2013 HV17  | 20 set 2011 | Kitt Peak     | Spacewatch          | —         | MPC                           |
| 449411     | 2013 HL21  | 13 abr 2004 | Kitt Peak     | Spacewatch          | —         | MPC                           |
| 449412     | 2013 HH25  | 5 mar 2013  | Mount Lemmon  | Mount Lemmon Survey | —         | MPC                           |
| 449413     | 2013 HZ25  | 29 dez 2011 | Mount Lemmon  | Mount Lemmon Survey | —         | MPC                           |
| 449414     | 2013 HV28  | 2 dez 2010  | Mount Lemmon  | Mount Lemmon Survey | Brangane  | MPC                           |
| 449415     | 2013 HE32  | 12 ago 2010 | Kitt Peak     | Spacewatch          | —         | MPC                           |
| 449416     | 2013 HP32  | 28 dez 2003 | Kitt Peak     | Spacewatch          | —         | MPC                           |
| 449417     | 2013 HG35  | 27 jul 2009 | Kitt Peak     | Spacewatch          | Brangane  | MPC                           |
| 449418     | 2013 HM41  | 21 fev 2007 | Mount Lemmon  | Mount Lemmon Survey | —         | MPC                           |
| 449419     | 2013 HZ43  | 5 dez 2010  | Mount Lemmon  | Mount Lemmon Survey | —         | MPC                           |
| 449420     | 2013 HF45  | 22 jul 2010 | WISE          | WISE                | —         | MPC                           |
| 449421     | 2013 HZ48  | 14 set 2009 | Catalina      | CSS                 | —         | MPC                           |
| 449422     | 2013 HK53  | 29 fev 2004 | Kitt Peak     | Spacewatch          | —         | MPC                           |
| 449423     | 2013 HA59  | 25 out 2005 | Kitt Peak     | Spacewatch          | —         | MPC                           |
| 449424     | 2013 HB63  | 3 out 1999  | Kitt Peak     | Spacewatch          | Brangane  | MPC                           |
| 449425     | 2013 HG68  | 14 mai 2008 | Mount Lemmon  | Mount Lemmon Survey | Croatia   | MPC                           |
| 449426     | 2013 HM74  | 8 mar 2008  | Kitt Peak     | Spacewatch          | —         | MPC                           |
| 449427     | 2013 HW74  | 17 set 2009 | Mount Lemmon  | Mount Lemmon Survey | —         | MPC                           |
| 449428     | 2013 HP83  | 19 jan 2012 | Kitt Peak     | Spacewatch          | —         | MPC                           |
| 449429     | 2013 HZ96  | 13 set 2005 | Kitt Peak     | Spacewatch          | —         | MPC                           |
| 449430     | 2013 HJ100 | 4 out 2004  | Kitt Peak     | Spacewatch          | —         | MPC                           |
| 449431     | 2013 HV103 | 28 out 2010 | Mount Lemmon  | Mount Lemmon Survey | —         | MPC                           |
| 449432     | 2013 HP108 | 9 fev 2007  | Kitt Peak     | Spacewatch          | —         | MPC                           |
| 449433     | 2013 HL109 | 12 mar 2007 | Kitt Peak     | Spacewatch          | —         | MPC                           |
| 449434     | 2013 HX109 | 17 out 2010 | Mount Lemmon  | Mount Lemmon Survey | —         | MPC                           |
| 449435     | 2013 HB116 | 2 out 2005  | Mount Lemmon  | Mount Lemmon Survey | —         | MPC                           |
| 449436     | 2013 HN118 | 3 nov 2010  | Mount Lemmon  | Mount Lemmon Survey | —         | MPC                           |
| 449437     | 2013 HS122 | 24 dez 2005 | Kitt Peak     | Spacewatch          | —         | MPC                           |
| 449438     | 2013 HZ122 | 31 out 2010 | Mount Lemmon  | Mount Lemmon Survey | —         | MPC                           |
| 449439     | 2013 HL134 | 18 ago 2006 | Kitt Peak     | Spacewatch          | —         | MPC                           |
| 449440     | 2013 HE139 | 14 nov 2006 | Kitt Peak     | Spacewatch          | —         | MPC                           |
| 449441     | 2013 HK140 | 29 set 2005 | Mount Lemmon  | Mount Lemmon Survey | —         | MPC                           |
| 449442     | 2013 HU145 | 6 dez 2002  | Socorro       | LINEAR              | —         | MPC                           |
| 449443     | 2013 HG146 | 13 jan 2008 | Mount Lemmon  | Mount Lemmon Survey | —         | MPC                           |
| 449444     | 2013 JH    | 2 out 2010  | Mount Lemmon  | Mount Lemmon Survey | —         | MPC                           |
| 449445     | 2013 JM    | 10 jan 2008 | Kitt Peak     | Spacewatch          | —         | MPC                           |
| 449446     | 2013 JH21  | 21 fev 2007 | Mount Lemmon  | Mount Lemmon Survey | Brangane  | MPC                           |
| 449447     | 2013 JM21  | 8 jan 2010  | WISE          | WISE                | —         | MPC                           |
| 449448     | 2013 JX22  | 7 out 2004  | Kitt Peak     | Spacewatch          | —         | MPC                           |
| 449449     | 2013 JY30  | 11 mai 2013 | Mount Lemmon  | Mount Lemmon Survey | —         | MPC                           |
| 449450     | 2013 JA32  | 25 abr 2007 | Mount Lemmon  | Mount Lemmon Survey | —         | MPC                           |
| 449451     | 2013 JW33  | 8 dez 2010  | Kitt Peak     | Spacewatch          | —         | MPC                           |
| 449452     | 2013 JA37  | 24 out 2005 | Kitt Peak     | Spacewatch          | —         | MPC                           |
| 449453     | 2013 JJ40  | 31 jan 2006 | Kitt Peak     | Spacewatch          | —         | MPC                           |
| 449454     | 2013 JM42  | 15 mai 2009 | Mount Lemmon  | Mount Lemmon Survey | —         | MPC                           |
| 449455     | 2013 JS49  | 11 nov 2010 | Mount Lemmon  | Mount Lemmon Survey | —         | MPC                           |
| 449456     | 2013 JE54  | 18 mar 2013 | Mount Lemmon  | Mount Lemmon Survey | —         | MPC                           |
| 449457     | 2013 KU8   | 9 nov 1999  | Kitt Peak     | Spacewatch          | —         | MPC                           |
| 449458     | 2013 KC17  | 31 mai 2013 | Kitt Peak     | Spacewatch          | —         | MPC                           |
| 449459     | 2013 LB3   | 10 nov 2004 | Kitt Peak     | Spacewatch          | —         | MPC                           |
| 449460     | 2013 LJ4   | 14 mai 2008 | Mount Lemmon  | Mount Lemmon Survey | —         | MPC                           |
| 449461     | 2013 LX7   | 15 set 2009 | Kitt Peak     | Spacewatch          | Brangane  | MPC                           |
| 449462     | 2013 LE8   | 13 nov 2010 | Mount Lemmon  | Mount Lemmon Survey | —         | MPC                           |
| 449463     | 2013 LR11  | 9 fev 2010  | WISE          | WISE                | —         | MPC                           |
| 449464     | 2013 LH24  | 4 nov 2004  | Kitt Peak     | Spacewatch          | —         | MPC                           |
| 449465     | 2013 LT33  | 24 nov 2003 | Kitt Peak     | Spacewatch          | —         | MPC                           |
| 449466     | 2013 ME2   | 17 fev 2007 | Kitt Peak     | Spacewatch          | Brangane  | MPC                           |
| 449467     | 2014 BZ28  | 14 jan 2011 | Mount Lemmon  | Mount Lemmon Survey | —         | MPC                           |
| 449468     | 2014 BN60  | 7 set 1999  | Socorro       | LINEAR              | —         | MPC                           |
| 449469     | 2014 CL14  | 23 mar 2004 | Socorro       | LINEAR              | —         | MPC                           |
| 449470     | 2014 CP21  | 3 abr 2010  | WISE          | WISE                | —         | MPC                           |
| 449471     | 2014 DR25  | 11 abr 2005 | Kitt Peak     | Spacewatch          | —         | MPC                           |
| 449472     | 2014 DK36  | 22 set 2008 | Kitt Peak     | Spacewatch          | Mitidika  | MPC                           |
| 449473     | 2014 DY50  | 1 nov 2005  | Kitt Peak     | Spacewatch          | —         | MPC                           |
| 449474     | 2014 DX74  | 7 out 2004  | Kitt Peak     | Spacewatch          | —         | MPC                           |
| 449475     | 2014 DZ79  | 29 out 2005 | Kitt Peak     | Spacewatch          | —         | MPC                           |
| 449476     | 2014 DN87  | 8 jan 2010  | Kitt Peak     | Spacewatch          | Mitidika  | MPC                           |
| 449477     | 2014 DN90  | 21 fev 2007 | Kitt Peak     | Spacewatch          | —         | MPC                           |
| 449478     | 2014 DW96  | 2 mai 1997  | Caussols      | ODAS                | —         | MPC                           |
| 449479     | 2014 DV119 | 3 mai 2003  | Kitt Peak     | Spacewatch          | —         | MPC                           |
| 449480     | 2014 DG140 | 12 jan 2010 | Catalina      | CSS                 | —         | MPC                           |
| 449481     | 2014 EZ3   | 12 set 2007 | Mount Lemmon  | Mount Lemmon Survey | —         | MPC                           |
| 449482     | 2014 EQ43  | 19 ago 2006 | Anderson Mesa | LONEOS              | Iannini   | MPC                           |
| 449483     | 2014 EW48  | 27 abr 2000 | Socorro       | LINEAR              | —         | MPC                           |
| 449484     | 2014 FP2   | 12 mar 2007 | Kitt Peak     | Spacewatch          | —         | MPC                           |
| 449485     | 2014 FX3   | 24 mar 2006 | Mount Lemmon  | Mount Lemmon Survey | Phocaea   | MPC                           |
| 449486     | 2014 FG7   | 26 jun 2004 | Catalina      | CSS                 | —         | MPC                           |
| 449487     | 2014 FP11  | 16 mar 2007 | Kitt Peak     | Spacewatch          | —         | MPC                           |
| 449488     | 2014 FB33  | 17 abr 2009 | Catalina      | CSS                 | —         | MPC                           |
| 449489     | 2014 FP46  | 13 mar 2010 | Mount Lemmon  | Mount Lemmon Survey | Phocaea   | MPC                           |
| 449490     | 2014 FD47  | 2 abr 2005  | Mount Lemmon  | Mount Lemmon Survey | —         | MPC                           |
| 449491     | 2014 FL47  | 28 fev 2006 | Mount Lemmon  | Mount Lemmon Survey | —         | MPC                           |
| 449492     | 2014 FN51  | 20 set 2011 | Kitt Peak     | Spacewatch          | —         | MPC                           |
| 449493     | 2014 FT52  | 14 out 2007 | Socorro       | LINEAR              | —         | MPC                           |
| 449494     | 2014 FZ53  | 19 mai 2010 | Catalina      | CSS                 | —         | MPC                           |
| 449495     | 2014 FK55  | 11 mai 2002 | Socorro       | LINEAR              | —         | MPC                           |
| 449496     | 2014 FS57  | 11 fev 2008 | Kitt Peak     | Spacewatch          | —         | MPC                           |
| 449497     | 2014 FT65  | 18 dez 2004 | Mount Lemmon  | Mount Lemmon Survey | —         | MPC                           |
| 449498     | 2014 FF66  | 10 mar 2007 | Mount Lemmon  | Mount Lemmon Survey | —         | MPC                           |
| 449499     | 2014 GJ3   | 31 mar 2009 | Mount Lemmon  | Mount Lemmon Survey | —         | MPC                           |
| 449500     | 2014 GD14  | 22 jan 2006 | Mount Lemmon  | Mount Lemmon Survey | Mitidika  | MPC                           |

## 449501–449600
| Designação | Designação | Descoberta  | Descoberta    | Descobridor(es)     | Categoria | Mais informações / Referência |
| Permanente | Provisória | Data        | Local         | Descobridor(es)     | Categoria | Mais informações / Referência |
| ---------- | ---------- | ----------- | ------------- | ------------------- | --------- | ----------------------------- |
| 449501     | 2014 GO15  | 18 out 2007 | Kitt Peak     | Spacewatch          | —         | MPC                           |
| 449502     | 2014 GZ15  | 15 mar 2010 | Mount Lemmon  | Mount Lemmon Survey | —         | MPC                           |
| 449503     | 2014 GW17  | 22 mai 2011 | Mount Lemmon  | Mount Lemmon Survey | —         | MPC                           |
| 449504     | 2014 GQ26  | 26 out 2008 | Kitt Peak     | Spacewatch          | —         | MPC                           |
| 449505     | 2014 GP30  | 24 mar 2003 | Kitt Peak     | Spacewatch          | Mitidika  | MPC                           |
| 449506     | 2014 GC31  | 16 jun 2005 | Mount Lemmon  | Mount Lemmon Survey | —         | MPC                           |
| 449507     | 2014 GW33  | 18 mar 2010 | Mount Lemmon  | Mount Lemmon Survey | —         | MPC                           |
| 449508     | 2014 GY36  | 31 jan 2009 | Kitt Peak     | Spacewatch          | —         | MPC                           |
| 449509     | 2014 GV38  | 21 out 2003 | Kitt Peak     | Spacewatch          | —         | MPC                           |
| 449510     | 2014 GW39  | 7 set 2004  | Kitt Peak     | Spacewatch          | Mitidika  | MPC                           |
| 449511     | 2014 GA40  | 5 dez 2012  | Mount Lemmon  | Mount Lemmon Survey | —         | MPC                           |
| 449512     | 2014 GL44  | 12 mar 2007 | Catalina      | CSS                 | Flora     | MPC                           |
| 449513     | 2014 GM45  | 24 out 2011 | Mount Lemmon  | Mount Lemmon Survey | —         | MPC                           |
| 449514     | 2014 GS48  | 8 fev 2008  | Mount Lemmon  | Mount Lemmon Survey | —         | MPC                           |
| 449515     | 2014 GE49  | 19 mar 2001 | Socorro       | LINEAR              | —         | MPC                           |
| 449516     | 2014 HF    | 20 out 2012 | Mount Lemmon  | Mount Lemmon Survey | —         | MPC                           |
| 449517     | 2014 HT2   | 20 set 2007 | Catalina      | CSS                 | —         | MPC                           |
| 449518     | 2014 HB5   | 2 jun 2003  | Kitt Peak     | Spacewatch          | —         | MPC                           |
| 449519     | 2014 HU9   | 30 set 2006 | Mount Lemmon  | Mount Lemmon Survey | —         | MPC                           |
| 449520     | 2014 HA10  | 15 fev 2010 | Kitt Peak     | Spacewatch          | —         | MPC                           |
| 449521     | 2014 HL11  | 5 mai 2003  | Kitt Peak     | Spacewatch          | —         | MPC                           |
| 449522     | 2014 HP13  | 10 out 2007 | Kitt Peak     | Spacewatch          | —         | MPC                           |
| 449523     | 2014 HX14  | 15 out 2004 | Mount Lemmon  | Mount Lemmon Survey | —         | MPC                           |
| 449524     | 2014 HT18  | 10 abr 2010 | Mount Lemmon  | Mount Lemmon Survey | —         | MPC                           |
| 449525     | 2014 HX20  | 21 fev 2007 | Mount Lemmon  | Mount Lemmon Survey | —         | MPC                           |
| 449526     | 2014 HL21  | 23 mar 2014 | Kitt Peak     | Spacewatch          | —         | MPC                           |
| 449527     | 2014 HK26  | 6 abr 2014  | Mount Lemmon  | Mount Lemmon Survey | —         | MPC                           |
| 449528     | 2014 HW32  | 2 jan 2014  | Mount Lemmon  | Mount Lemmon Survey | —         | MPC                           |
| 449529     | 2014 HD36  | 30 abr 2006 | Kitt Peak     | Spacewatch          | —         | MPC                           |
| 449530     | 2014 HL38  | 18 nov 2011 | Mount Lemmon  | Mount Lemmon Survey | —         | MPC                           |
| 449531     | 2014 HN39  | 18 nov 2011 | Mount Lemmon  | Mount Lemmon Survey | —         | MPC                           |
| 449532     | 2014 HW40  | 30 nov 2005 | Kitt Peak     | Spacewatch          | —         | MPC                           |
| 449533     | 2014 HK42  | 27 jan 2006 | Kitt Peak     | Spacewatch          | —         | MPC                           |
| 449534     | 2014 HY42  | 21 fev 2009 | Kitt Peak     | Spacewatch          | —         | MPC                           |
| 449535     | 2014 HN56  | 23 set 2008 | Kitt Peak     | Spacewatch          | —         | MPC                           |
| 449536     | 2014 HQ72  | 1 fev 2013  | Mount Lemmon  | Mount Lemmon Survey | —         | MPC                           |
| 449537     | 2014 HR91  | 22 out 2011 | Mount Lemmon  | Mount Lemmon Survey | —         | MPC                           |
| 449538     | 2014 HL100 | 18 out 2011 | Kitt Peak     | Spacewatch          | —         | MPC                           |
| 449539     | 2014 HW109 | 24 ago 2007 | Kitt Peak     | Spacewatch          | —         | MPC                           |
| 449540     | 2014 HK114 | 4 abr 2003  | Kitt Peak     | Spacewatch          | —         | MPC                           |
| 449541     | 2014 HE123 | 8 mar 2005  | Mount Lemmon  | Mount Lemmon Survey | —         | MPC                           |
| 449542     | 2014 HT124 | 29 ago 2011 | Siding Spring | SSS                 | —         | MPC                           |
| 449543     | 2014 HN128 | 24 set 2008 | Mount Lemmon  | Mount Lemmon Survey | —         | MPC                           |
| 449544     | 2014 HE146 | 29 jul 2010 | WISE          | WISE                | —         | MPC                           |
| 449545     | 2014 HZ146 | 5 mai 2006  | Kitt Peak     | Spacewatch          | —         | MPC                           |
| 449546     | 2014 HN148 | 21 mai 2004 | Kitt Peak     | Spacewatch          | —         | MPC                           |
| 449547     | 2014 HY158 | 13 nov 2012 | Kitt Peak     | Spacewatch          | —         | MPC                           |
| 449548     | 2014 HU160 | 16 fev 2013 | Mount Lemmon  | Mount Lemmon Survey | —         | MPC                           |
| 449549     | 2014 HD163 | 27 set 2006 | Catalina      | CSS                 | —         | MPC                           |
| 449550     | 2014 HG164 | 26 mar 2003 | Kitt Peak     | Spacewatch          | —         | MPC                           |
| 449551     | 2014 HF167 | 23 jan 2006 | Mount Lemmon  | Mount Lemmon Survey | —         | MPC                           |
| 449552     | 2014 HT171 | 7 fev 2007  | Mount Lemmon  | Mount Lemmon Survey | —         | MPC                           |
| 449553     | 2014 HN172 | 13 set 2007 | Mount Lemmon  | Mount Lemmon Survey | Phocaea   | MPC                           |
| 449554     | 2014 HO175 | 26 out 2005 | Kitt Peak     | Spacewatch          | —         | MPC                           |
| 449555     | 2014 HE180 | 24 set 2008 | Mount Lemmon  | Mount Lemmon Survey | —         | MPC                           |
| 449556     | 2014 HB183 | 12 mar 2010 | Catalina      | CSS                 | —         | MPC                           |
| 449557     | 2014 HX183 | 21 jun 2010 | Kitt Peak     | Spacewatch          | Phocaea   | MPC                           |
| 449558     | 2014 HY186 | 12 out 2007 | Mount Lemmon  | Mount Lemmon Survey | —         | MPC                           |
| 449559     | 2014 HZ186 | 16 mar 2007 | Mount Lemmon  | Mount Lemmon Survey | —         | MPC                           |
| 449560     | 2014 HN188 | 21 jun 2007 | Mount Lemmon  | Mount Lemmon Survey | —         | MPC                           |
| 449561     | 2014 JJ    | 10 jan 2007 | Kitt Peak     | Spacewatch          | —         | MPC                           |
| 449562     | 2014 JK    | 23 set 2011 | Mount Lemmon  | Mount Lemmon Survey | —         | MPC                           |
| 449563     | 2014 JM    | 25 out 2005 | Mount Lemmon  | Mount Lemmon Survey | —         | MPC                           |
| 449564     | 2014 JX    | 2 nov 2011  | Mount Lemmon  | Mount Lemmon Survey | —         | MPC                           |
| 449565     | 2014 JR1   | 28 set 2003 | Kitt Peak     | Spacewatch          | —         | MPC                           |
| 449566     | 2014 JC2   | 16 mar 2007 | Mount Lemmon  | Mount Lemmon Survey | —         | MPC                           |
| 449567     | 2014 JD4   | 9 out 2008  | Mount Lemmon  | Mount Lemmon Survey | —         | MPC                           |
| 449568     | 2014 JL6   | 29 ago 2006 | Kitt Peak     | Spacewatch          | —         | MPC                           |
| 449569     | 2014 JG9   | 15 abr 2005 | Kitt Peak     | Spacewatch          | —         | MPC                           |
| 449570     | 2014 JS9   | 3 mar 2006  | Kitt Peak     | Spacewatch          | —         | MPC                           |
| 449571     | 2014 JT10  | 15 abr 2008 | Mount Lemmon  | Mount Lemmon Survey | —         | MPC                           |
| 449572     | 2014 JK11  | 10 mai 2007 | Mount Lemmon  | Mount Lemmon Survey | —         | MPC                           |
| 449573     | 2014 JZ15  | 13 mar 2007 | Mount Lemmon  | Mount Lemmon Survey | —         | MPC                           |
| 449574     | 2014 JS17  | 22 fev 2014 | Mount Lemmon  | Mount Lemmon Survey | —         | MPC                           |
| 449575     | 2014 JM18  | 26 jan 2006 | Mount Lemmon  | Mount Lemmon Survey | —         | MPC                           |
| 449576     | 2014 JJ21  | 11 out 2007 | Kitt Peak     | Spacewatch          | —         | MPC                           |
| 449577     | 2014 JA22  | 1 nov 2011  | Mount Lemmon  | Mount Lemmon Survey | —         | MPC                           |
| 449578     | 2014 JV22  | 3 mar 2009  | Kitt Peak     | Spacewatch          | Phocaea   | MPC                           |
| 449579     | 2014 JD24  | 11 mar 2008 | Kitt Peak     | Spacewatch          | —         | MPC                           |
| 449580     | 2014 JP27  | 1 fev 2013  | Mount Lemmon  | Mount Lemmon Survey | —         | MPC                           |
| 449581     | 2014 JB29  | 7 abr 2008  | Mount Lemmon  | Mount Lemmon Survey | —         | MPC                           |
| 449582     | 2014 JO31  | 19 mai 2004 | Kitt Peak     | Spacewatch          | —         | MPC                           |
| 449583     | 2014 JQ31  | 16 mar 2004 | Kitt Peak     | Spacewatch          | —         | MPC                           |
| 449584     | 2014 JP33  | 4 set 2008  | Kitt Peak     | Spacewatch          | —         | MPC                           |
| 449585     | 2014 JF34  | 19 out 2011 | Mount Lemmon  | Mount Lemmon Survey | —         | MPC                           |
| 449586     | 2014 JV35  | 20 nov 2001 | Socorro       | LINEAR              | —         | MPC                           |
| 449587     | 2014 JR37  | 22 jan 2006 | Mount Lemmon  | Mount Lemmon Survey | —         | MPC                           |
| 449588     | 2014 JD39  | 3 set 2008  | Kitt Peak     | Spacewatch          | —         | MPC                           |
| 449589     | 2014 JA41  | 11 abr 2003 | Kitt Peak     | Spacewatch          | —         | MPC                           |
| 449590     | 2014 JJ42  | 11 mai 2010 | Mount Lemmon  | Mount Lemmon Survey | —         | MPC                           |
| 449591     | 2014 JU42  | 11 out 2007 | Kitt Peak     | Spacewatch          | —         | MPC                           |
| 449592     | 2014 JZ42  | 10 nov 2010 | Mount Lemmon  | Mount Lemmon Survey | —         | MPC                           |
| 449593     | 2014 JX43  | 14 fev 2013 | Catalina      | CSS                 | Brangane  | MPC                           |
| 449594     | 2014 JK44  | 29 set 2008 | Kitt Peak     | Spacewatch          | —         | MPC                           |
| 449595     | 2014 JB45  | 17 nov 2009 | Kitt Peak     | Spacewatch          | —         | MPC                           |
| 449596     | 2014 JP45  | 26 mar 2006 | Mount Lemmon  | Mount Lemmon Survey | —         | MPC                           |
| 449597     | 2014 JK46  | 23 mai 2003 | Kitt Peak     | Spacewatch          | —         | MPC                           |
| 449598     | 2014 JN46  | 10 mai 2007 | Mount Lemmon  | Mount Lemmon Survey | —         | MPC                           |
| 449599     | 2014 JH47  | 19 out 2007 | Kitt Peak     | Spacewatch          | —         | MPC                           |
| 449600     | 2014 JG48  | 1 jan 2008  | Kitt Peak     | Spacewatch          | —         | MPC                           |

## 449601–449700
| Designação | Designação | Descoberta  | Descoberta    | Descobridor(es)     | Categoria | Mais informações / Referência |
| Permanente | Provisória | Data        | Local         | Descobridor(es)     | Categoria | Mais informações / Referência |
| ---------- | ---------- | ----------- | ------------- | ------------------- | --------- | ----------------------------- |
| 449601     | 2014 JM48  | 10 out 2007 | Mount Lemmon  | Mount Lemmon Survey | —         | MPC                           |
| 449602     | 2014 JV51  | 6 out 2008  | Kitt Peak     | Spacewatch          | —         | MPC                           |
| 449603     | 2014 JC59  | 24 abr 2004 | Kitt Peak     | Spacewatch          | —         | MPC                           |
| 449604     | 2014 JK62  | 29 jan 2009 | Kitt Peak     | Spacewatch          | —         | MPC                           |
| 449605     | 2014 JN62  | 12 set 1998 | Kitt Peak     | Spacewatch          | —         | MPC                           |
| 449606     | 2014 JX63  | 5 abr 2010  | Kitt Peak     | Spacewatch          | —         | MPC                           |
| 449607     | 2014 JA69  | 29 jan 2009 | Kitt Peak     | Spacewatch          | —         | MPC                           |
| 449608     | 2014 JK70  | 5 jan 2006  | Kitt Peak     | Spacewatch          | —         | MPC                           |
| 449609     | 2014 JL70  | 7 abr 2010  | Kitt Peak     | Spacewatch          | —         | MPC                           |
| 449610     | 2014 JU70  | 5 abr 2003  | Kitt Peak     | Spacewatch          | —         | MPC                           |
| 449611     | 2014 JV70  | 19 nov 2008 | Mount Lemmon  | Mount Lemmon Survey | —         | MPC                           |
| 449612     | 2014 JE71  | 21 nov 2008 | Mount Lemmon  | Mount Lemmon Survey | —         | MPC                           |
| 449613     | 2014 JA73  | 9 out 2005  | Kitt Peak     | Spacewatch          | Brangane  | MPC                           |
| 449614     | 2014 JB73  | 24 abr 2001 | Kitt Peak     | Spacewatch          | —         | MPC                           |
| 449615     | 2014 JO73  | 13 mar 2010 | Kitt Peak     | Spacewatch          | —         | MPC                           |
| 449616     | 2014 JP75  | 23 set 2011 | Mount Lemmon  | Mount Lemmon Survey | Phocaea   | MPC                           |
| 449617     | 2014 JJ76  | 28 set 2006 | Kitt Peak     | Spacewatch          | —         | MPC                           |
| 449618     | 2014 JT78  | 22 out 2011 | Mount Lemmon  | Mount Lemmon Survey | —         | MPC                           |
| 449619     | 2014 JC79  | 8 dez 2012  | Kitt Peak     | Spacewatch          | —         | MPC                           |
| 449620     | 2014 JJ79  | 31 mar 2008 | Mount Lemmon  | Mount Lemmon Survey | —         | MPC                           |
| 449621     | 2014 JN79  | 6 jan 2013  | Mount Lemmon  | Mount Lemmon Survey | —         | MPC                           |
| 449622     | 2014 KQ    | 3 mar 2009  | Catalina      | CSS                 | —         | MPC                           |
| 449623     | 2014 KS    | 2 out 2006  | Mount Lemmon  | Mount Lemmon Survey | —         | MPC                           |
| 449624     | 2014 KC3   | 28 mar 2014 | Mount Lemmon  | Mount Lemmon Survey | —         | MPC                           |
| 449625     | 2014 KP3   | 14 jul 2010 | WISE          | WISE                | —         | MPC                           |
| 449626     | 2014 KN5   | 25 mai 2007 | Mount Lemmon  | Mount Lemmon Survey | —         | MPC                           |
| 449627     | 2014 KQ6   | 24 fev 2009 | Kitt Peak     | Spacewatch          | —         | MPC                           |
| 449628     | 2014 KN12  | 21 out 2011 | Mount Lemmon  | Mount Lemmon Survey | —         | MPC                           |
| 449629     | 2014 KU16  | 19 mai 2010 | Mount Lemmon  | Mount Lemmon Survey | —         | MPC                           |
| 449630     | 2014 KC17  | 21 jul 2010 | WISE          | WISE                | —         | MPC                           |
| 449631     | 2014 KL17  | 30 abr 2008 | Mount Lemmon  | Mount Lemmon Survey | —         | MPC                           |
| 449632     | 2014 KR17  | 19 mai 2010 | Mount Lemmon  | Mount Lemmon Survey | —         | MPC                           |
| 449633     | 2014 KE18  | 10 mai 2005 | Kitt Peak     | Spacewatch          | Phocaea   | MPC                           |
| 449634     | 2014 KS20  | 18 set 2006 | Kitt Peak     | Spacewatch          | —         | MPC                           |
| 449635     | 2014 KW20  | 22 mai 2014 | Mount Lemmon  | Mount Lemmon Survey | —         | MPC                           |
| 449636     | 2014 KZ23  | 13 jun 1993 | Kitt Peak     | Spacewatch          | Phocaea   | MPC                           |
| 449637     | 2014 KY24  | 10 nov 2004 | Kitt Peak     | Spacewatch          | —         | MPC                           |
| 449638     | 2014 KW26  | 15 jul 2007 | Siding Spring | SSS                 | —         | MPC                           |
| 449639     | 2014 KJ27  | 9 jun 2010  | WISE          | WISE                | —         | MPC                           |
| 449640     | 2014 KM27  | 6 out 2004  | Kitt Peak     | Spacewatch          | —         | MPC                           |
| 449641     | 2014 KY28  | 9 set 2004  | Socorro       | LINEAR              | —         | MPC                           |
| 449642     | 2014 KE29  | 13 nov 2010 | Mount Lemmon  | Mount Lemmon Survey | —         | MPC                           |
| 449643     | 2014 KF29  | 30 set 2011 | Kitt Peak     | Spacewatch          | —         | MPC                           |
| 449644     | 2014 KK31  | 19 nov 2007 | Kitt Peak     | Spacewatch          | —         | MPC                           |
| 449645     | 2014 KX34  | 30 jan 2008 | Mount Lemmon  | Mount Lemmon Survey | —         | MPC                           |
| 449646     | 2014 KN41  | 3 dez 2008  | Mount Lemmon  | Mount Lemmon Survey | —         | MPC                           |
| 449647     | 2014 KK42  | 19 jul 2010 | WISE          | WISE                | —         | MPC                           |
| 449648     | 2014 KC43  | 31 mar 2008 | Mount Lemmon  | Mount Lemmon Survey | —         | MPC                           |
| 449649     | 2014 KX50  | 13 mar 2007 | Kitt Peak     | Spacewatch          | —         | MPC                           |
| 449650     | 2014 KT51  | 9 jul 2005  | Kitt Peak     | Spacewatch          | —         | MPC                           |
| 449651     | 2014 KV51  | 15 mar 2008 | Mount Lemmon  | Mount Lemmon Survey | —         | MPC                           |
| 449652     | 2014 KK52  | 3 fev 2009  | Kitt Peak     | Spacewatch          | —         | MPC                           |
| 449653     | 2014 KU55  | 19 out 1998 | Caussols      | ODAS                | —         | MPC                           |
| 449654     | 2014 KS57  | 3 dez 2008  | Mount Lemmon  | Mount Lemmon Survey | —         | MPC                           |
| 449655     | 2014 KP58  | 6 abr 2005  | Mount Lemmon  | Mount Lemmon Survey | —         | MPC                           |
| 449656     | 2014 KG62  | 12 nov 2005 | Kitt Peak     | Spacewatch          | —         | MPC                           |
| 449657     | 2014 KS70  | 7 dez 2005  | Kitt Peak     | Spacewatch          | —         | MPC                           |
| 449658     | 2014 KP71  | 18 nov 2011 | Mount Lemmon  | Mount Lemmon Survey | Brangane  | MPC                           |
| 449659     | 2014 KR73  | 26 abr 2001 | Kitt Peak     | Spacewatch          | —         | MPC                           |
| 449660     | 2014 KP74  | 22 mai 2014 | Mount Lemmon  | Mount Lemmon Survey | —         | MPC                           |
| 449661     | 2014 KS77  | 10 ago 2010 | Kitt Peak     | Spacewatch          | —         | MPC                           |
| 449662     | 2014 KB79  | 29 set 2011 | Mount Lemmon  | Mount Lemmon Survey | —         | MPC                           |
| 449663     | 2014 KA80  | 20 abr 2004 | Siding Spring | SSS                 | —         | MPC                           |
| 449664     | 2014 KT80  | 3 dez 2008  | Mount Lemmon  | Mount Lemmon Survey | —         | MPC                           |
| 449665     | 2014 KW80  | 24 mar 2003 | Kitt Peak     | Spacewatch          | —         | MPC                           |
| 449666     | 2014 KH81  | 4 dez 2007  | Kitt Peak     | Spacewatch          | —         | MPC                           |
| 449667     | 2014 KH83  | 8 mai 2005  | Kitt Peak     | Spacewatch          | —         | MPC                           |
| 449668     | 2014 KS83  | 11 mar 2005 | Anderson Mesa | LONEOS              | —         | MPC                           |
| 449669     | 2014 KS84  | 13 dez 2004 | Kitt Peak     | Spacewatch          | —         | MPC                           |
| 449670     | 2014 KO85  | 19 jan 2009 | Mount Lemmon  | Mount Lemmon Survey | —         | MPC                           |
| 449671     | 2014 KR85  | 1 mar 2005  | Catalina      | CSS                 | —         | MPC                           |
| 449672     | 2014 KW85  | 28 dez 2005 | Kitt Peak     | Spacewatch          | —         | MPC                           |
| 449673     | 2014 KX85  | 15 jan 1996 | Kitt Peak     | Spacewatch          | —         | MPC                           |
| 449674     | 2014 KV90  | 30 out 2007 | Mount Lemmon  | Mount Lemmon Survey | —         | MPC                           |
| 449675     | 2014 KW92  | 29 out 2010 | Mount Lemmon  | Mount Lemmon Survey | —         | MPC                           |
| 449676     | 2014 KW93  | 3 nov 2005  | Mount Lemmon  | Mount Lemmon Survey | —         | MPC                           |
| 449677     | 2014 KX94  | 30 mai 2014 | Mount Lemmon  | Mount Lemmon Survey | —         | MPC                           |
| 449678     | 2014 KQ97  | 18 nov 2006 | Kitt Peak     | Spacewatch          | —         | MPC                           |
| 449679     | 2014 KK100 | 12 out 2007 | Mount Lemmon  | Mount Lemmon Survey | —         | MPC                           |
| 449680     | 2014 KC101 | 16 mar 2007 | Kitt Peak     | Spacewatch          | —         | MPC                           |
| 449681     | 2014 LC3   | 1 jan 2003  | Kitt Peak     | Spacewatch          | —         | MPC                           |
| 449682     | 2014 LF3   | 12 nov 2007 | Mount Lemmon  | Mount Lemmon Survey | —         | MPC                           |
| 449683     | 2014 LZ6   | 7 jun 2007  | Kitt Peak     | Spacewatch          | —         | MPC                           |
| 449684     | 2014 LE7   | 1 jul 2011  | Mount Lemmon  | Mount Lemmon Survey | —         | MPC                           |
| 449685     | 2014 LP12  | 15 dez 2007 | Mount Lemmon  | Mount Lemmon Survey | —         | MPC                           |
| 449686     | 2014 LK14  | 6 fev 2010  | Mount Lemmon  | Mount Lemmon Survey | —         | MPC                           |
| 449687     | 2014 LK16  | 28 out 2010 | Mount Lemmon  | Mount Lemmon Survey | —         | MPC                           |
| 449688     | 2014 LS18  | 27 fev 2006 | Kitt Peak     | Spacewatch          | —         | MPC                           |
| 449689     | 2014 LA19  | 2 set 2008  | Kitt Peak     | Spacewatch          | —         | MPC                           |
| 449690     | 2014 LD19  | 4 mar 2006  | Kitt Peak     | Spacewatch          | —         | MPC                           |
| 449691     | 2014 LK19  | 16 jan 2013 | Mount Lemmon  | Mount Lemmon Survey | —         | MPC                           |
| 449692     | 2014 LS20  | 22 out 2006 | Catalina      | CSS                 | —         | MPC                           |
| 449693     | 2014 LE22  | 3 nov 2004  | Kitt Peak     | Spacewatch          | —         | MPC                           |
| 449694     | 2014 LJ22  | 13 set 2007 | Mount Lemmon  | Mount Lemmon Survey | —         | MPC                           |
| 449695     | 2014 LX22  | 6 set 2004  | Socorro       | LINEAR              | —         | MPC                           |
| 449696     | 2014 LD23  | 5 nov 2005  | Kitt Peak     | Spacewatch          | —         | MPC                           |
| 449697     | 2014 LU23  | 27 abr 2001 | Socorro       | LINEAR              | —         | MPC                           |
| 449698     | 2014 LK24  | 15 set 2007 | Mount Lemmon  | Mount Lemmon Survey | —         | MPC                           |
| 449699     | 2014 MJ    | 5 jan 2013  | Mount Lemmon  | Mount Lemmon Survey | —         | MPC                           |
| 449700     | 2014 MH1   | 25 dez 2005 | Kitt Peak     | Spacewatch          | —         | MPC                           |

## 449701–449800
| Designação | Designação | Descoberta  | Descoberta    | Descobridor(es)     | Categoria | Mais informações / Referência |
| Permanente | Provisória | Data        | Local         | Descobridor(es)     | Categoria | Mais informações / Referência |
| ---------- | ---------- | ----------- | ------------- | ------------------- | --------- | ----------------------------- |
| 449701     | 2014 MM1   | 17 set 2010 | Mount Lemmon  | Mount Lemmon Survey | —         | MPC                           |
| 449702     | 2014 MF2   | 26 jan 2006 | Kitt Peak     | Spacewatch          | —         | MPC                           |
| 449703     | 2014 MT6   | 4 mar 2005  | Kitt Peak     | Spacewatch          | —         | MPC                           |
| 449704     | 2014 MC9   | 26 mai 2008 | Kitt Peak     | Spacewatch          | —         | MPC                           |
| 449705     | 2014 MB11  | 15 out 2007 | Mount Lemmon  | Mount Lemmon Survey | —         | MPC                           |
| 449706     | 2014 MR14  | 10 abr 2005 | Mount Lemmon  | Mount Lemmon Survey | —         | MPC                           |
| 449707     | 2014 MQ24  | 2 mar 2008  | Mount Lemmon  | Mount Lemmon Survey | —         | MPC                           |
| 449708     | 2014 MT31  | 21 mar 2012 | Catalina      | CSS                 | —         | MPC                           |
| 449709     | 2014 MH35  | 29 jul 2010 | WISE          | WISE                | —         | MPC                           |
| 449710     | 2014 MS35  | 14 jun 2010 | Mount Lemmon  | Mount Lemmon Survey | —         | MPC                           |
| 449711     | 2014 MD36  | 2 jan 2006  | Mount Lemmon  | Mount Lemmon Survey | —         | MPC                           |
| 449712     | 2014 MJ38  | 25 mar 2007 | Mount Lemmon  | Mount Lemmon Survey | —         | MPC                           |
| 449713     | 2014 MQ38  | 18 abr 2013 | Mount Lemmon  | Mount Lemmon Survey | —         | MPC                           |
| 449714     | 2014 MV43  | 16 dez 2007 | Kitt Peak     | Spacewatch          | —         | MPC                           |
| 449715     | 2014 ME46  | 30 out 2010 | Mount Lemmon  | Mount Lemmon Survey | Brangane  | MPC                           |
| 449716     | 2014 MS48  | 1 jun 2003  | Kitt Peak     | Spacewatch          | —         | MPC                           |
| 449717     | 2014 MG51  | 14 dez 2003 | Kitt Peak     | Spacewatch          | —         | MPC                           |
| 449718     | 2014 MP54  | 22 out 2009 | Mount Lemmon  | Mount Lemmon Survey | —         | MPC                           |
| 449719     | 2014 MS65  | 3 mai 2008  | Kitt Peak     | Spacewatch          | Brangane  | MPC                           |
| 449720     | 2014 ML66  | 20 set 2003 | Kitt Peak     | Spacewatch          | —         | MPC                           |
| 449721     | 2014 NU    | 13 jul 2010 | WISE          | WISE                | —         | MPC                           |
| 449722     | 2014 NY1   | 2 mar 2009  | Kitt Peak     | Spacewatch          | —         | MPC                           |
| 449723     | 2014 NQ2   | 30 nov 2011 | Catalina      | CSS                 | —         | MPC                           |
| 449724     | 2014 NO16  | 19 jun 2010 | Kitt Peak     | Spacewatch          | Eos       | MPC                           |
| 449725     | 2014 NX16  | 2 mai 2003  | Kitt Peak     | Spacewatch          | —         | MPC                           |
| 449726     | 2014 NP19  | 17 out 1998 | Kitt Peak     | Spacewatch          | —         | MPC                           |
| 449727     | 2014 NR19  | 2 out 2006  | Mount Lemmon  | Mount Lemmon Survey | —         | MPC                           |
| 449728     | 2014 NQ21  | 18 set 2009 | Catalina      | CSS                 | —         | MPC                           |
| 449729     | 2014 NN23  | 19 jun 2004 | Kitt Peak     | Spacewatch          | —         | MPC                           |
| 449730     | 2014 NR25  | 8 abr 2008  | Kitt Peak     | Spacewatch          | —         | MPC                           |
| 449731     | 2014 NB30  | 1 jan 2008  | Kitt Peak     | Spacewatch          | —         | MPC                           |
| 449732     | 2014 NC30  | 26 ago 2009 | Catalina      | CSS                 | Brangane  | MPC                           |
| 449733     | 2014 NN30  | 31 jan 2006 | Mount Lemmon  | Mount Lemmon Survey | —         | MPC                           |
| 449734     | 2014 NQ31  | 2 jun 2014  | Mount Lemmon  | Mount Lemmon Survey | —         | MPC                           |
| 449735     | 2014 NE33  | 28 mai 2008 | Mount Lemmon  | Mount Lemmon Survey | —         | MPC                           |
| 449736     | 2014 NF38  | 22 set 2004 | Anderson Mesa | LONEOS              | —         | MPC                           |
| 449737     | 2014 NG39  | 15 set 2009 | Mount Lemmon  | Mount Lemmon Survey | —         | MPC                           |
| 449738     | 2014 NC46  | 12 dez 1999 | Kitt Peak     | Spacewatch          | Brangane  | MPC                           |
| 449739     | 2014 NG48  | 19 set 2009 | Mount Lemmon  | Mount Lemmon Survey | —         | MPC                           |
| 449740     | 2014 NR52  | 14 dez 2010 | Mount Lemmon  | Mount Lemmon Survey | —         | MPC                           |
| 449741     | 2014 NM54  | 27 nov 2010 | Mount Lemmon  | Mount Lemmon Survey | —         | MPC                           |
| 449742     | 2014 NG58  | 27 set 2009 | Mount Lemmon  | Mount Lemmon Survey | —         | MPC                           |
| 449743     | 2014 NM60  | 21 out 2009 | Catalina      | CSS                 | —         | MPC                           |
| 449744     | 2014 NL61  | 16 jan 2004 | Kitt Peak     | Spacewatch          | —         | MPC                           |
| 449745     | 2014 OU4   | 19 jan 2012 | Kitt Peak     | Spacewatch          | Brangane  | MPC                           |
| 449746     | 2014 OG6   | 25 dez 2005 | Kitt Peak     | Spacewatch          | —         | MPC                           |
| 449747     | 2014 OJ6   | 30 jan 2012 | Kitt Peak     | Spacewatch          | —         | MPC                           |
| 449748     | 2014 ON8   | 28 fev 2008 | Kitt Peak     | Spacewatch          | —         | MPC                           |
| 449749     | 2014 OF16  | 18 abr 2009 | Kitt Peak     | Spacewatch          | —         | MPC                           |
| 449750     | 2014 OO17  | 9 jan 2007  | Mount Lemmon  | Mount Lemmon Survey | —         | MPC                           |
| 449751     | 2014 OK22  | 31 dez 2011 | Kitt Peak     | Spacewatch          | —         | MPC                           |
| 449752     | 2014 OH32  | 16 ago 2009 | Kitt Peak     | Spacewatch          | —         | MPC                           |
| 449753     | 2014 OO32  | 14 abr 2008 | Mount Lemmon  | Mount Lemmon Survey | —         | MPC                           |
| 449754     | 2014 ON33  | 13 jun 2005 | Kitt Peak     | Spacewatch          | —         | MPC                           |
| 449755     | 2014 OV33  | 30 nov 2005 | Kitt Peak     | Spacewatch          | —         | MPC                           |
| 449756     | 2014 OP37  | 29 fev 2004 | Kitt Peak     | Spacewatch          | —         | MPC                           |
| 449757     | 2014 OT38  | 5 set 2010  | Mount Lemmon  | Mount Lemmon Survey | —         | MPC                           |
| 449758     | 2014 OD39  | 21 jan 2012 | Kitt Peak     | Spacewatch          | —         | MPC                           |
| 449759     | 2014 OQ40  | 27 set 2006 | Mount Lemmon  | Mount Lemmon Survey | —         | MPC                           |
| 449760     | 2014 OG49  | 27 dez 1999 | Kitt Peak     | Spacewatch          | —         | MPC                           |
| 449761     | 2014 OD53  | 30 mar 2008 | Kitt Peak     | Spacewatch          | —         | MPC                           |
| 449762     | 2014 OT65  | 28 jan 1998 | Kitt Peak     | Spacewatch          | —         | MPC                           |
| 449763     | 2014 OC67  | 27 jan 2007 | Mount Lemmon  | Mount Lemmon Survey | —         | MPC                           |
| 449764     | 2014 OM67  | 7 nov 2010  | Mount Lemmon  | Mount Lemmon Survey | Hygiea    | MPC                           |
| 449765     | 2014 OO70  | 2 jan 2011  | Catalina      | CSS                 | —         | MPC                           |
| 449766     | 2014 OG71  | 25 dez 2005 | Kitt Peak     | Spacewatch          | —         | MPC                           |
| 449767     | 2014 OX79  | 12 jun 2010 | WISE          | WISE                | —         | MPC                           |
| 449768     | 2014 OJ80  | 8 dez 2005  | Mount Lemmon  | Mount Lemmon Survey | —         | MPC                           |
| 449769     | 2014 OD85  | 8 mai 2008  | Kitt Peak     | Spacewatch          | —         | MPC                           |
| 449770     | 2014 OE88  | 11 abr 2013 | Mount Lemmon  | Mount Lemmon Survey | —         | MPC                           |
| 449771     | 2014 OC91  | 16 set 2003 | Kitt Peak     | Spacewatch          | —         | MPC                           |
| 449772     | 2014 OV92  | 29 out 2005 | Mount Lemmon  | Mount Lemmon Survey | —         | MPC                           |
| 449773     | 2014 OP105 | 31 jan 2006 | Kitt Peak     | Spacewatch          | —         | MPC                           |
| 449774     | 2014 OA107 | 12 set 2004 | Kitt Peak     | Spacewatch          | Brangane  | MPC                           |
| 449775     | 2014 OK107 | 5 dez 2010  | Mount Lemmon  | Mount Lemmon Survey | —         | MPC                           |
| 449776     | 2014 OL113 | 14 abr 2008 | Mount Lemmon  | Mount Lemmon Survey | —         | MPC                           |
| 449777     | 2014 OW122 | 30 set 2006 | Mount Lemmon  | Mount Lemmon Survey | Henan     | MPC                           |
| 449778     | 2014 OX122 | 15 out 2007 | Catalina      | CSS                 | Juno      | MPC                           |
| 449779     | 2014 OT134 | 19 jan 2012 | Kitt Peak     | Spacewatch          | —         | MPC                           |
| 449780     | 2014 OM136 | 29 dez 2005 | Socorro       | LINEAR              | Brangane  | MPC                           |
| 449781     | 2014 OG155 | 6 mar 2008  | Mount Lemmon  | Mount Lemmon Survey | —         | MPC                           |
| 449782     | 2014 OU155 | 12 abr 2004 | Kitt Peak     | Spacewatch          | —         | MPC                           |
| 449783     | 2014 OQ158 | 29 set 2010 | Mount Lemmon  | Mount Lemmon Survey | —         | MPC                           |
| 449784     | 2014 OG159 | 1 dez 2005  | Kitt Peak     | Spacewatch          | —         | MPC                           |
| 449785     | 2014 OK161 | 15 nov 2006 | Kitt Peak     | Spacewatch          | —         | MPC                           |
| 449786     | 2014 OT162 | 2 dez 2005  | Mount Lemmon  | Mount Lemmon Survey | —         | MPC                           |
| 449787     | 2014 OL176 | 6 nov 2010  | Mount Lemmon  | Mount Lemmon Survey | —         | MPC                           |
| 449788     | 2014 OU181 | 8 out 2010  | Kitt Peak     | Spacewatch          | —         | MPC                           |
| 449789     | 2014 OZ205 | 25 dez 2005 | Kitt Peak     | Spacewatch          | —         | MPC                           |
| 449790     | 2014 OB209 | 4 dez 2005  | Kitt Peak     | Spacewatch          | —         | MPC                           |
| 449791     | 2014 OQ216 | 1 abr 1995  | Kitt Peak     | Spacewatch          | —         | MPC                           |
| 449792     | 2014 OK222 | 12 nov 2010 | Kitt Peak     | Spacewatch          | —         | MPC                           |
| 449793     | 2014 OR224 | 28 out 2010 | Mount Lemmon  | Mount Lemmon Survey | —         | MPC                           |
| 449794     | 2014 OG233 | 1 mai 2013  | Mount Lemmon  | Mount Lemmon Survey | —         | MPC                           |
| 449795     | 2014 ON235 | 17 set 2006 | Catalina      | CSS                 | —         | MPC                           |
| 449796     | 2014 OQ236 | 4 out 2004  | Kitt Peak     | Spacewatch          | —         | MPC                           |
| 449797     | 2014 OH254 | 6 out 2005  | Mount Lemmon  | Mount Lemmon Survey | —         | MPC                           |
| 449798     | 2014 OY258 | 1 fev 2012  | Mount Lemmon  | Mount Lemmon Survey | —         | MPC                           |
| 449799     | 2014 OL259 | 25 dez 2005 | Kitt Peak     | Spacewatch          | —         | MPC                           |
| 449800     | 2014 OJ272 | 16 out 2006 | Catalina      | CSS                 | —         | MPC                           |

## 449801–449900
| Designação | Designação | Descoberta  | Descoberta    | Descobridor(es)     | Categoria | Mais informações / Referência |
| Permanente | Provisória | Data        | Local         | Descobridor(es)     | Categoria | Mais informações / Referência |
| ---------- | ---------- | ----------- | ------------- | ------------------- | --------- | ----------------------------- |
| 449801     | 2014 OC285 | 5 dez 2010  | Kitt Peak     | Spacewatch          | —         | MPC                           |
| 449802     | 2014 OH301 | 10 dez 2010 | Mount Lemmon  | Mount Lemmon Survey | —         | MPC                           |
| 449803     | 2014 OA305 | 14 abr 2008 | Mount Lemmon  | Mount Lemmon Survey | Brangane  | MPC                           |
| 449804     | 2014 OO306 | 30 jan 2006 | Kitt Peak     | Spacewatch          | —         | MPC                           |
| 449805     | 2014 OE310 | 15 set 2004 | Kitt Peak     | Spacewatch          | —         | MPC                           |
| 449806     | 2014 OX310 | 26 jan 2012 | Mount Lemmon  | Mount Lemmon Survey | —         | MPC                           |
| 449807     | 2014 OH324 | 7 set 2004  | Kitt Peak     | Spacewatch          | —         | MPC                           |
| 449808     | 2014 OJ327 | 7 fev 2008  | Kitt Peak     | Spacewatch          | —         | MPC                           |
| 449809     | 2014 OJ331 | 22 out 1995 | Kitt Peak     | Spacewatch          | —         | MPC                           |
| 449810     | 2014 OO337 | 26 abr 2008 | Mount Lemmon  | Mount Lemmon Survey | —         | MPC                           |
| 449811     | 2014 OH344 | 4 jan 2012  | Mount Lemmon  | Mount Lemmon Survey | —         | MPC                           |
| 449812     | 2014 OL346 | 27 nov 2010 | Mount Lemmon  | Mount Lemmon Survey | —         | MPC                           |
| 449813     | 2014 OW348 | 13 out 2001 | Kitt Peak     | Spacewatch          | —         | MPC                           |
| 449814     | 2014 OO353 | 18 ago 2009 | Kitt Peak     | Spacewatch          | —         | MPC                           |
| 449815     | 2014 OF357 | 1 fev 2006  | Mount Lemmon  | Mount Lemmon Survey | —         | MPC                           |
| 449816     | 2014 OT362 | 30 dez 2000 | Kitt Peak     | Spacewatch          | —         | MPC                           |
| 449817     | 2014 OS372 | 10 out 2010 | Kitt Peak     | Spacewatch          | —         | MPC                           |
| 449818     | 2014 OL379 | 1 jan 2009  | Kitt Peak     | Spacewatch          | —         | MPC                           |
| 449819     | 2014 OJ384 | 27 dez 2005 | Kitt Peak     | Spacewatch          | —         | MPC                           |
| 449820     | 2014 PG    | 22 out 2011 | Mount Lemmon  | Mount Lemmon Survey | —         | MPC                           |
| 449821     | 2014 PX1   | 13 jan 2008 | Mount Lemmon  | Mount Lemmon Survey | —         | MPC                           |
| 449822     | 2014 PG7   | 4 dez 2005  | Kitt Peak     | Spacewatch          | Brangane  | MPC                           |
| 449823     | 2014 PK14  | 25 out 2005 | Mount Lemmon  | Mount Lemmon Survey | —         | MPC                           |
| 449824     | 2014 PZ18  | 23 jan 2006 | Kitt Peak     | Spacewatch          | —         | MPC                           |
| 449825     | 2014 PA36  | 28 mai 2008 | Mount Lemmon  | Mount Lemmon Survey | —         | MPC                           |
| 449826     | 2014 PT44  | 31 mar 2013 | Mount Lemmon  | Mount Lemmon Survey | —         | MPC                           |
| 449827     | 2014 PD53  | 1 out 2003  | Kitt Peak     | Spacewatch          | —         | MPC                           |
| 449828     | 2014 PZ56  | 15 jan 2010 | WISE          | WISE                | —         | MPC                           |
| 449829     | 2014 QR1   | 26 mar 2007 | Mount Lemmon  | Mount Lemmon Survey | —         | MPC                           |
| 449830     | 2014 QY34  | 28 fev 2008 | Kitt Peak     | Spacewatch          | —         | MPC                           |
| 449831     | 2014 QN36  | 26 nov 2005 | Mount Lemmon  | Mount Lemmon Survey | —         | MPC                           |
| 449832     | 2014 QH97  | 16 set 2009 | Mount Lemmon  | Mount Lemmon Survey | Brangane  | MPC                           |
| 449833     | 2014 QS101 | 22 out 2005 | Kitt Peak     | Spacewatch          | —         | MPC                           |
| 449834     | 2014 QR241 | 21 jan 2006 | Mount Lemmon  | Mount Lemmon Survey | —         | MPC                           |
| 449835     | 2014 QL271 | 14 abr 2004 | Kitt Peak     | Spacewatch          | —         | MPC                           |
| 449836     | 2014 QS277 | 25 nov 2005 | Kitt Peak     | Spacewatch          | —         | MPC                           |
| 449837     | 2014 QG310 | 3 mai 1997  | Kitt Peak     | Spacewatch          | —         | MPC                           |
| 449838     | 2014 QR337 | 14 mar 2012 | Mount Lemmon  | Mount Lemmon Survey | —         | MPC                           |
| 449839     | 2014 QC341 | 27 set 2003 | Kitt Peak     | Spacewatch          | —         | MPC                           |
| 449840     | 2014 QP341 | 27 jan 2007 | Mount Lemmon  | Mount Lemmon Survey | Brangane  | MPC                           |
| 449841     | 2014 QR378 | 5 mar 2006  | Kitt Peak     | Spacewatch          | —         | MPC                           |
| 449842     | 2014 QS405 | 21 mar 2001 | Kitt Peak     | Spacewatch          | —         | MPC                           |
| 449843     | 2014 QK418 | 1 fev 2010  | WISE          | WISE                | —         | MPC                           |
| 449844     | 2014 QZ421 | 13 mar 2007 | Kitt Peak     | Spacewatch          | —         | MPC                           |
| 449845     | 2014 SJ86  | 7 mai 2007  | Kitt Peak     | Spacewatch          | —         | MPC                           |
| 449846     | 2014 SX126 | 25 fev 2006 | Kitt Peak     | Spacewatch          | —         | MPC                           |
| 449847     | 2014 SW198 | 7 set 2008  | Mount Lemmon  | Mount Lemmon Survey | —         | MPC                           |
| 449848     | 2014 SL227 | 24 set 2009 | Catalina      | CSS                 | —         | MPC                           |
| 449849     | 2014 SF289 | 9 jul 2005  | Kitt Peak     | Spacewatch          | Phocaea   | MPC                           |
| 449850     | 2014 UB213 | 30 jan 2010 | WISE          | WISE                | —         | MPC                           |
| 449851     | 2014 UU213 | 17 set 2004 | Anderson Mesa | LONEOS              | —         | MPC                           |
| 449852     | 2015 KV36  | 21 mai 2006 | Kitt Peak     | Spacewatch          | —         | MPC                           |
| 449853     | 2015 KF37  | 11 out 2007 | Mount Lemmon  | Mount Lemmon Survey | —         | MPC                           |
| 449854     | 2015 LV28  | 30 dez 2000 | Kitt Peak     | Spacewatch          | —         | MPC                           |
| 449855     | 2015 LP32  | 15 jan 2009 | Kitt Peak     | Spacewatch          | —         | MPC                           |
| 449856     | 2015 LO33  | 6 set 2008  | Catalina      | CSS                 | —         | MPC                           |
| 449857     | 2015 MS6   | 25 ago 2004 | Kitt Peak     | Spacewatch          | —         | MPC                           |
| 449858     | 2015 MM8   | 8 jun 2008  | Kitt Peak     | Spacewatch          | —         | MPC                           |
| 449859     | 2015 ME9   | 6 mar 2014  | Catalina      | CSS                 | Phocaea   | MPC                           |
| 449860     | 2015 ML45  | 17 out 2007 | Catalina      | CSS                 | —         | MPC                           |
| 449861     | 2015 MM45  | 20 nov 2001 | Socorro       | LINEAR              | —         | MPC                           |
| 449862     | 2015 ML47  | 14 dez 2007 | Mount Lemmon  | Mount Lemmon Survey | —         | MPC                           |
| 449863     | 2015 ME49  | 10 set 2007 | Kitt Peak     | Spacewatch          | —         | MPC                           |
| 449864     | 2015 MT50  | 2 fev 2013  | Mount Lemmon  | Mount Lemmon Survey | —         | MPC                           |
| 449865     | 2015 MO52  | 10 jan 2007 | Mount Lemmon  | Mount Lemmon Survey | —         | MPC                           |
| 449866     | 2015 MQ57  | 4 dez 2007  | Kitt Peak     | Spacewatch          | —         | MPC                           |
| 449867     | 2015 MS57  | 19 jun 1998 | Kitt Peak     | Spacewatch          | —         | MPC                           |
| 449868     | 2015 MN58  | 11 set 2007 | Kitt Peak     | Spacewatch          | —         | MPC                           |
| 449869     | 2015 MR58  | 11 set 2004 | Socorro       | LINEAR              | —         | MPC                           |
| 449870     | 2015 MS58  | 3 ago 2004  | Siding Spring | SSS                 | —         | MPC                           |
| 449871     | 2015 MY58  | 13 dez 2006 | Mount Lemmon  | Mount Lemmon Survey | —         | MPC                           |
| 449872     | 2015 MZ58  | 25 abr 2006 | Kitt Peak     | Spacewatch          | —         | MPC                           |
| 449873     | 2015 MG66  | 26 jun 2011 | Mount Lemmon  | Mount Lemmon Survey | —         | MPC                           |
| 449874     | 2015 MK66  | 15 jun 2010 | Mount Lemmon  | Mount Lemmon Survey | —         | MPC                           |
| 449875     | 2015 ML66  | 19 abr 2006 | Kitt Peak     | Spacewatch          | —         | MPC                           |
| 449876     | 2015 MP67  | 22 fev 2007 | Kitt Peak     | Spacewatch          | —         | MPC                           |
| 449877     | 2015 MQ67  | 27 abr 2011 | Catalina      | CSS                 | —         | MPC                           |
| 449878     | 2015 MA73  | 9 fev 2010  | Mount Lemmon  | Mount Lemmon Survey | —         | MPC                           |
| 449879     | 2015 MT80  | 26 out 2009 | Mount Lemmon  | Mount Lemmon Survey | —         | MPC                           |
| 449880     | 2015 MH81  | 4 mai 2009  | Mount Lemmon  | Mount Lemmon Survey | —         | MPC                           |
| 449881     | 2015 MG82  | 5 set 2008  | Kitt Peak     | Spacewatch          | —         | MPC                           |
| 449882     | 2015 MC84  | 28 jun 2005 | Kitt Peak     | Spacewatch          | —         | MPC                           |
| 449883     | 2015 MW84  | 18 set 2010 | Mount Lemmon  | Mount Lemmon Survey | —         | MPC                           |
| 449884     | 2015 MC85  | 31 ago 2005 | Kitt Peak     | Spacewatch          | —         | MPC                           |
| 449885     | 2015 MY88  | 2 set 2008  | Kitt Peak     | Spacewatch          | —         | MPC                           |
| 449886     | 2015 MC90  | 16 out 2003 | Kitt Peak     | Spacewatch          | Phocaea   | MPC                           |
| 449887     | 2015 MH90  | 24 set 2011 | Mount Lemmon  | Mount Lemmon Survey | —         | MPC                           |
| 449888     | 2015 MW90  | 29 abr 2006 | Kitt Peak     | Spacewatch          | —         | MPC                           |
| 449889     | 2015 MX97  | 21 ago 2006 | Kitt Peak     | Spacewatch          | —         | MPC                           |
| 449890     | 2015 MT98  | 22 nov 2005 | Kitt Peak     | Spacewatch          | —         | MPC                           |
| 449891     | 2015 MM103 | 8 abr 2008  | Mount Lemmon  | Mount Lemmon Survey | —         | MPC                           |
| 449892     | 2015 MQ103 | 14 mar 2007 | Mount Lemmon  | Mount Lemmon Survey | —         | MPC                           |
| 449893     | 2015 MR103 | 6 mai 2011  | Mount Lemmon  | Mount Lemmon Survey | —         | MPC                           |
| 449894     | 2015 MU103 | 20 jan 2013 | Kitt Peak     | Spacewatch          | —         | MPC                           |
| 449895     | 2015 ML106 | 13 mar 2007 | Mount Lemmon  | Mount Lemmon Survey | —         | MPC                           |
| 449896     | 2015 MO106 | 7 set 2004  | Kitt Peak     | Spacewatch          | —         | MPC                           |
| 449897     | 2015 MC109 | 15 dez 2007 | Kitt Peak     | Spacewatch          | —         | MPC                           |
| 449898     | 2015 MP109 | 15 jan 2008 | Mount Lemmon  | Mount Lemmon Survey | —         | MPC                           |
| 449899     | 2015 MN110 | 12 fev 2004 | Kitt Peak     | Spacewatch          | —         | MPC                           |
| 449900     | 2015 MQ111 | 9 abr 2006  | Kitt Peak     | Spacewatch          | —         | MPC                           |

## 449901–450000
| Designação    | Designação | Descoberta  | Descoberta       | Descobridor(es)     | Categoria | Mais informações / Referência |
| Permanente    | Provisória | Data        | Local            | Descobridor(es)     | Categoria | Mais informações / Referência |
| ------------- | ---------- | ----------- | ---------------- | ------------------- | --------- | ----------------------------- |
| 449901        | 2015 MX112 | 14 set 2007 | Mount Lemmon     | Mount Lemmon Survey | —         | MPC                           |
| 449902        | 2015 MZ112 | 19 nov 2008 | Kitt Peak        | Spacewatch          | —         | MPC                           |
| 449903        | 2015 MH113 | 16 mai 2010 | Mount Lemmon     | Mount Lemmon Survey | —         | MPC                           |
| 449904        | 2015 MN115 | 1 set 2005  | Kitt Peak        | Spacewatch          | —         | MPC                           |
| 449905        | 2015 MT117 | 17 fev 2007 | Kitt Peak        | Spacewatch          | Mitidika  | MPC                           |
| 449906        | 2015 MY125 | 28 out 2005 | Mount Lemmon     | Mount Lemmon Survey | —         | MPC                           |
| 449907        | 2015 MK127 | 23 set 2011 | Kitt Peak        | Spacewatch          | —         | MPC                           |
| 449908        | 2015 MQ127 | 1 nov 2005  | Catalina         | CSS                 | Brangane  | MPC                           |
| 449909        | 2015 MF128 | 7 out 2004  | Socorro          | LINEAR              | —         | MPC                           |
| 449910        | 2015 MZ128 | 16 dez 2003 | Kitt Peak        | Spacewatch          | —         | MPC                           |
| 449911        | 2015 NB3   | 12 out 2004 | Socorro          | LINEAR              | —         | MPC                           |
| 449912        | 2015 NB4   | 26 mar 2011 | Mount Lemmon     | Mount Lemmon Survey | —         | MPC                           |
| 449913        | 2015 NO4   | 24 jun 1995 | Kitt Peak        | Spacewatch          | —         | MPC                           |
| 449914        | 2015 NS8   | 28 dez 2005 | Kitt Peak        | Spacewatch          | —         | MPC                           |
| 449915        | 2015 NP9   | 30 ago 2005 | Kitt Peak        | Spacewatch          | —         | MPC                           |
| 449916        | 2015 NQ15  | 2 fev 2006  | Kitt Peak        | Spacewatch          | —         | MPC                           |
| 449917        | 2015 NH17  | 19 jan 2008 | Kitt Peak        | Spacewatch          | —         | MPC                           |
| 449918        | 2015 NB24  | 13 set 2007 | Mount Lemmon     | Mount Lemmon Survey | —         | MPC                           |
| 449919        | 2015 NR24  | 23 mai 2011 | Kitt Peak        | Spacewatch          | —         | MPC                           |
| 449920        | 2015 NT24  | 2 nov 2008  | Kitt Peak        | Spacewatch          | —         | MPC                           |
| 449921        | 2015 OD2   | 5 mar 2006  | Kitt Peak        | Spacewatch          | —         | MPC                           |
| 449922 Bailey | 2015 OM9   | 9 jun 2010  | WISE             | WISE                | —         | MPC                           |
| 449923        | 2015 OH13  | 22 out 2005 | Kitt Peak        | Spacewatch          | —         | MPC                           |
| 449924        | 2015 OJ13  | 29 dez 2003 | Kitt Peak        | Spacewatch          | —         | MPC                           |
| 449925        | 2015 OY14  | 17 nov 2006 | Mount Lemmon     | Mount Lemmon Survey | —         | MPC                           |
| 449926        | 2015 OL15  | 27 nov 2011 | Mount Lemmon     | Mount Lemmon Survey | —         | MPC                           |
| 449927        | 2015 OX18  | 21 fev 2007 | Mount Lemmon     | Mount Lemmon Survey | —         | MPC                           |
| 449928        | 2015 OJ23  | 3 out 2005  | Catalina         | CSS                 | —         | MPC                           |
| 449929        | 2015 OT23  | 24 mai 2000 | Kitt Peak        | Spacewatch          | —         | MPC                           |
| 449930        | 2015 OB24  | 8 nov 2008  | Mount Lemmon     | Mount Lemmon Survey | —         | MPC                           |
| 449931        | 2015 OK24  | 13 set 1994 | Kitt Peak        | Spacewatch          | —         | MPC                           |
| 449932        | 2015 OM24  | 2 abr 2005  | Mount Lemmon     | Mount Lemmon Survey | —         | MPC                           |
| 449933        | 2015 OU24  | 27 jan 2007 | Mount Lemmon     | Mount Lemmon Survey | —         | MPC                           |
| 449934        | 2015 OX25  | 11 dez 2004 | Kitt Peak        | Spacewatch          | Phocaea   | MPC                           |
| 449935        | 2015 ON33  | 25 out 2005 | Mount Lemmon     | Mount Lemmon Survey | Ursula    | MPC                           |
| 449936        | 2015 OW35  | 30 mar 2011 | Mount Lemmon     | Mount Lemmon Survey | —         | MPC                           |
| 449937        | 2015 OJ36  | 30 abr 2006 | Kitt Peak        | Spacewatch          | —         | MPC                           |
| 449938        | 2015 OB41  | 11 mar 2002 | Kitt Peak        | Spacewatch          | —         | MPC                           |
| 449939        | 2015 OB43  | 29 ago 2006 | Catalina         | CSS                 | —         | MPC                           |
| 449940        | 2015 OK44  | 16 out 2007 | Mount Lemmon     | Mount Lemmon Survey | —         | MPC                           |
| 449941        | 2015 OX44  | 30 jan 2008 | Mount Lemmon     | Mount Lemmon Survey | Eos       | MPC                           |
| 449942        | 2015 OE45  | 17 dez 2003 | Kitt Peak        | Spacewatch          | —         | MPC                           |
| 449943        | 2015 OF45  | 29 mar 2009 | Kitt Peak        | Spacewatch          | —         | MPC                           |
| 449944        | 2015 OT45  | 7 abr 2006  | Kitt Peak        | Spacewatch          | —         | MPC                           |
| 449945        | 2015 OD46  | 18 dez 2007 | Mount Lemmon     | Mount Lemmon Survey | —         | MPC                           |
| 449946        | 2015 OY52  | 13 out 2007 | Kitt Peak        | Spacewatch          | —         | MPC                           |
| 449947        | 2015 OC67  | 7 set 2000  | Kitt Peak        | Spacewatch          | —         | MPC                           |
| 449948        | 2015 OJ68  | 19 ago 2003 | Campo Imperatore | CINEOS              | —         | MPC                           |
| 449949        | 2015 OT73  | 3 jul 2011  | Mount Lemmon     | Mount Lemmon Survey | —         | MPC                           |
| 449950        | 2015 OB75  | 28 jan 2007 | Mount Lemmon     | Mount Lemmon Survey | Brangane  | MPC                           |
| 449951        | 2015 OW75  | 29 jan 1995 | Kitt Peak        | Spacewatch          | —         | MPC                           |
| 449952        | 2015 OL76  | 4 nov 2010  | Mount Lemmon     | Mount Lemmon Survey | —         | MPC                           |
| 449953        | 2015 OS76  | 19 nov 2008 | Kitt Peak        | Spacewatch          | —         | MPC                           |
| 449954        | 2015 OW76  | 7 dez 2005  | Kitt Peak        | Spacewatch          | —         | MPC                           |
| 449955        | 2015 OX76  | 11 set 2007 | Mount Lemmon     | Mount Lemmon Survey | —         | MPC                           |
| 449956        | 2015 OA78  | 29 set 1997 | Xinglong         | SCAP                | —         | MPC                           |
| 449957        | 2015 PD1   | 3 mar 2005  | Catalina         | CSS                 | —         | MPC                           |
| 449958        | 2015 PG2   | 19 ago 2006 | Kitt Peak        | Spacewatch          | —         | MPC                           |
| 449959        | 2015 PS2   | 15 out 2007 | Catalina         | CSS                 | Phocaea   | MPC                           |
| 449960        | 2015 PU2   | 23 ago 2008 | Kitt Peak        | Spacewatch          | —         | MPC                           |
| 449961        | 2015 PX2   | 3 jul 2011  | Mount Lemmon     | Mount Lemmon Survey | —         | MPC                           |
| 449962        | 2015 PF3   | 13 out 2010 | Mount Lemmon     | Mount Lemmon Survey | —         | MPC                           |
| 449963        | 2015 PT3   | 22 fev 2006 | Kitt Peak        | Spacewatch          | —         | MPC                           |
| 449964        | 2015 PW4   | 5 jun 2011  | Mount Lemmon     | Mount Lemmon Survey | —         | MPC                           |
| 449965        | 2015 PZ4   | 12 ago 2010 | Kitt Peak        | Spacewatch          | —         | MPC                           |
| 449966        | 2015 PW7   | 21 mar 2002 | Kitt Peak        | Spacewatch          | —         | MPC                           |
| 449967        | 2015 PA8   | 13 abr 2010 | WISE             | WISE                | —         | MPC                           |
| 449968        | 2015 PU12  | 30 nov 2005 | Mount Lemmon     | Mount Lemmon Survey | —         | MPC                           |
| 449969        | 2015 PN30  | 20 set 2001 | Kitt Peak        | Spacewatch          | —         | MPC                           |
| 449970        | 2015 PV30  | 6 ago 2010  | WISE             | WISE                | —         | MPC                           |
| 449971        | 2015 PV35  | 28 ago 2005 | Kitt Peak        | Spacewatch          | Brangane  | MPC                           |
| 449972        | 2015 PX35  | 29 set 2005 | Kitt Peak        | Spacewatch          | —         | MPC                           |
| 449973        | 2015 PM37  | 9 fev 2005  | Kitt Peak        | Spacewatch          | —         | MPC                           |
| 449974        | 2015 PW37  | 19 ago 2006 | Kitt Peak        | Spacewatch          | —         | MPC                           |
| 449975        | 2015 PY37  | 30 jul 2008 | Kitt Peak        | Spacewatch          | —         | MPC                           |
| 449976        | 2015 PG39  | 29 ago 2005 | Anderson Mesa    | LONEOS              | —         | MPC                           |
| 449977        | 2015 PU44  | 9 out 2005  | Kitt Peak        | Spacewatch          | Brangane  | MPC                           |
| 449978        | 2015 PA47  | 14 abr 2005 | Kitt Peak        | Spacewatch          | —         | MPC                           |
| 449979        | 2015 PX47  | 29 mar 2008 | Mount Lemmon     | Mount Lemmon Survey | —         | MPC                           |
| 449980        | 2015 PB48  | 2 out 2003  | Kitt Peak        | Spacewatch          | —         | MPC                           |
| 449981        | 2015 PQ75  | 14 jun 2010 | WISE             | WISE                | —         | MPC                           |
| 449982        | 2015 PH77  | 6 fev 2007  | Mount Lemmon     | Mount Lemmon Survey | —         | MPC                           |
| 449983        | 2015 PJ97  | 18 nov 2008 | Kitt Peak        | Spacewatch          | —         | MPC                           |
| 449984        | 2015 PN116 | 24 ago 1998 | Caussols         | ODAS                | —         | MPC                           |
| 449985        | 2015 PS122 | 21 jul 2006 | Mount Lemmon     | Mount Lemmon Survey | —         | MPC                           |
| 449986        | 2015 PX127 | 27 jan 2007 | Mount Lemmon     | Mount Lemmon Survey | —         | MPC                           |
| 449987        | 2015 PE132 | 7 dez 2005  | Catalina         | CSS                 | —         | MPC                           |
| 449988        | 2015 PK132 | 29 mar 2011 | Mount Lemmon     | Mount Lemmon Survey | —         | MPC                           |
| 449989        | 2015 PU143 | 13 abr 2010 | Catalina         | CSS                 | —         | MPC                           |
| 449990        | 2015 PS153 | 19 out 2011 | Kitt Peak        | Spacewatch          | —         | MPC                           |
| 449991        | 2015 PB165 | 3 out 2003  | Kitt Peak        | Spacewatch          | —         | MPC                           |
| 449992        | 2015 PF171 | 12 set 2001 | Socorro          | LINEAR              | —         | MPC                           |
| 449993        | 2015 PV202 | 27 nov 2006 | Mount Lemmon     | Mount Lemmon Survey | —         | MPC                           |
| 449994        | 2015 PG221 | 16 set 2010 | Mount Lemmon     | Mount Lemmon Survey | Brangane  | MPC                           |
| 449995        | 2015 PR229 | 4 dez 2005  | Kitt Peak        | Spacewatch          | —         | MPC                           |
| 449996        | 2015 PB230 | 25 jun 2011 | Mount Lemmon     | Mount Lemmon Survey | —         | MPC                           |
| 449997        | 2015 PD230 | 8 out 2007  | Catalina         | CSS                 | —         | MPC                           |
| 449998        | 2015 PD237 | 4 abr 2008  | Mount Lemmon     | Mount Lemmon Survey | —         | MPC                           |
| 449999        | 2015 PN257 | 27 jan 2007 | Mount Lemmon     | Mount Lemmon Survey | Brangane  | MPC                           |
| 450000        | 2015 PB278 | 24 out 2005 | Kitt Peak        | Spacewatch          | —         | MPC                           |